# Feuerwehr Duisburg
Die Feuerwehr Duisburg, bestehend aus der 1904 gegründeten Berufs- und der 1859 ins Leben gerufenen Freiwilligen Feuerwehr, der die Jugendfeuerwehr angegliedert ist, ist als kommunales Amt für den Brand- und Katastrophenschutz, sowie den Rettungsdienst in der nordrhein-westfälischen Stadt Duisburg verantwortlich. Um ihre Aufgaben zu erfüllen, stehen den 1100 hauptamtlichen und ehrenamtlichen Feuerwehrangehörigen 220 Fahrzeuge und Anhänger zur Verfügung, die auf sechs Feuer- und Rettungswachen, eine Hafenwache, sechs Rettungswachen, eine Rettungshubschrauberstation und 26 Ortsgruppen der Freiwilligen Feuerwehr verteilt sind. Jährlich müssen die Einsatzkräfte bis zu 100.000 Einsätze ableisten. Bekannt wurde die Feuerwehr Duisburg durch ihre Fahrzeugentwicklungen ab den 1960er Jahren, als sie entscheidend an der Entwicklung der Hilfeleistungslöschgruppenfahrzeugen und Wechselladerfahrzeugen beteiligt war.

## Geschichte

### 19. Jahrhundert bis 1945
Bevor es in Duisburg zur Gründung der Feuerwehr kam, wurden Brände traditionell mit Eimern und später zusätzlich mit Handdruckspritzen gelöscht, die in den meisten Fällen ein Übergreifen der Flammen zwar verhinderten; ein Löscherfolg war nur in wenigen Fällen zu verbuchen. Hierbei war die Bevölkerung in die Löscharbeiten eingebunden. So hatte jeder Haushalt einen Löscheimer und eine Laterne bereitzuhalten, im Brandfall führten die Männer die Brandbekämpfung durch. Später stellte die Stadt Feuerspritzen, -leitern und -haken. In einigen Orten schlossen sich Gilden zusammen, welche der Bevölkerung bei Notlagen, Bränden oder Hochwassern zur Hilfe kamen und dabei auf das zur Verfügung gestellte Gerät zurückgriffen. Zu dieser Zeit regelten Feuerschutzverordnungen den vorbeugenden Brandschutz und die Löscharbeiten.
Durch die einsetzende Industrialisierung im Ruhrgebiet im 19. Jahrhundert wuchs die Stadt besonders innerhalb der Stadtmauern. Die daraus resultierenden steigenden Bevölkerungszahlen und neu entstehenden Gebäude erschwerten den Feuerschutz zusehends. Daraufhin forderten Mitglieder der Duisburger Turnvereines von 1848, inspiriert von süddeutschen Turnvereinen, 1853 erstmals eine Feuerwehr zu gründen, die entsprechend ausgerüstet und ausgebildet war. Sechs Jahre später wurde die erste Feuerwehr in Duisburg gegründet, die bereits ein Jahr nach der Gründung eine Saugbrandspritze erhielt, dennoch fehlte es an weiteren notwendigen Ausrüstungsgegenständen. Aus diesem Grund war die Bevölkerung geteilter Meinung, was die Feuerwehr anging.
Fünf Jahre nachdem die Turnerfeuerwehr ins Leben gerufen wurde, gründete sich die erste städtische Freiwillige Feuerwehr. In den Stadtteilen Duissern (1865), Neudorf und Hochfeld (beide 1869), sowie Neuenkamp (1872) entwickelten sich ebenfalls Freiwillige Feuerwehren. Sie bestanden zumeist aus Handwerkern, die den Brandschutz vor Ort sicherstellen wollten. Im Jahr 1876 wurde die städtische Feuerwehr umstrukturiert, da die Einrichtung von Wasserleitungen eine neue Feuerlöschordnung erforderte. Die Kompanien der Innenstadt wurden zum Rettungscorps, die Kompanien Duissern und Neudorf zu Spritzenzügen. 1908 erfolgte die Umbenennung in Löschzug.
Die Feuerwehren waren mittlerweile für die damalige Zeit gut ausgerüstet und organisiert. Bedingt durch die dynamische Entwicklung der Stadt außerhalb der Stadtmauern vergrößerte sich das Arbeitsgebiet und die Anzahl der Einsätze für die Freiwillige Feuerwehr nahm zu. Sie rückte im Jahr 1902 zu 232 Einsätzen aus, ein Jahr später wurden rund 300 Alarmierungen gezählt. Der Ruf nach einer Berufsfeuerwehr seitens der Bevölkerung wurde immer lauter. Ein Großbrand im Jahr 1903, bei dem zwei Kinder starben, gab schließlich den Ausschlag. Noch im selben Jahr wurden die Gründung der Berufsfeuerwehr und der Bau einer neuen Feuerwache beschlossen. Die bis dahin acht Freiwilligen Feuerwehren sollten jedoch erhalten bleiben und die Berufsfeuerwehr bei ihren Einsätzen unterstützen. Am 9. April 1904 traten die ersten 14 Männer der neuen Wache an der Friedenstraße ihren Dienst an. Ihr Löschzug wurde zwar nach wie vor von Pferden gezogen, dafür wurde die Alarmierung verbessert, indem die Alarmglocken der Freiwilligen Feuerwehr mit denen der Berufsfeuerwehr verbunden wurden. Zwei Jahre später vergrößerte sich das Aufgabenfeld der Berufsfeuerwehr, als diese die Aufgabe des Krankentransportes übernahm.

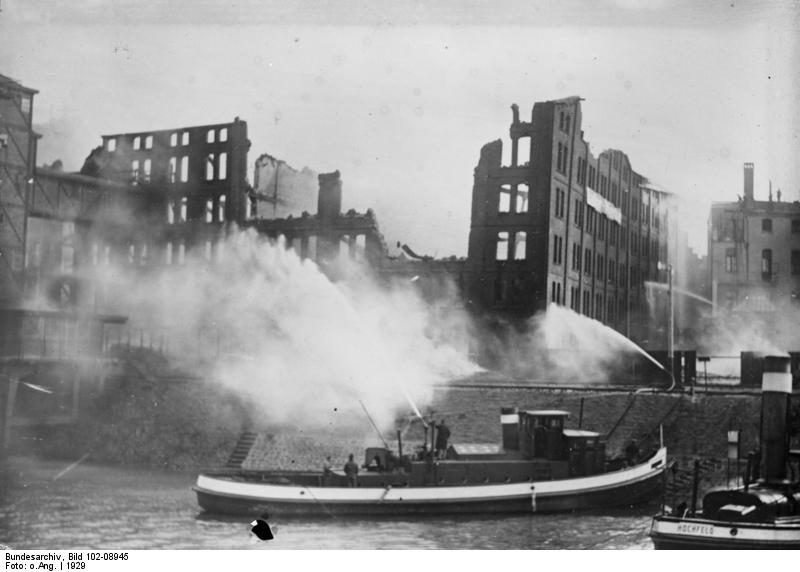
Brand im Innenhafen um 1930

Während des Ersten Weltkrieges waren viele Mitglieder der Feuerwehr im Kriegsdienst, die im Krieg gefallen waren oder nicht mehr der Feuerwehr beitraten. Die Geldentwertung erschwerte den Kauf von Geräten, sodass die notwendigsten Gerätschaften selbst gebaut wurden. Besonders die Freiwillige Feuerwehr litt unter den Nachwehen des Krieges, da sich anfangs nur wenige für den Dienst in der Feuerwehr begeisterten. Dabei wuchs das Duisburger Stadtgebiet durch die Eingemeindung von Ruhrort (1905), Hamborn und dem heutigen Duisburger Süden (1929) und somit das Einsatzgebiet für die Feuerwehr. Als Konsequenz wurde die Berufsfeuerwehr mehr und mehr und verstärkt, und in Ruhrort wurde im Jahr 1920 die Feuerwache 2 in Betrieb genommen, später wurde die Wache der Freiwilligen Feuerwehr Hamborn ständig besetzt. 1929 bestand die Berufsfeuerwehr bereits aus 84 Mitarbeitern, die Freiwillige Feuerwehr aus 30 Löschzügen und Kompanien.
Nach der Machtübernahme der Nationalsozialisten wurden die Wehrführer nicht mehr gewählt, sondern durch die Behörden bestimmt, des Weiteren wurde die Feuerwehr der Polizei untergeordnet. Mit dem Gesetz über das Feuerlöschwesen vom Dezember 1939 wurde die Feuerwehr neu geordnet und die Turnerwehr vom Turnverein gelöst. Der Ausbruch des Zweiten Weltkrieges sorgte dafür, dass viele Feuerwehrmänner zum Kriegsdienst eingezogen wurden. Bedingt durch die Tatsache, dass Duisburg wegen seiner Rüstungsindustrie ein primäres Angriffsziel für Luftangriffe war, wurden die verbliebenen Feuerwehrleute zu zahlreichen Einsätzen gerufen. Unterstützt von Jungen der Hitlerjugend, waren die Einsatzkräfte lediglich mit Handkarren und -pumpen ausgestattet. Dabei riskierten sie oftmals ihr Leben, als sie noch während der Luftangriffe ausrückten. Am 14. Oktober 1944 erfolgte der schwerste Luftangriff. Dieser bewirkte den vollständigen Zusammenbruch der Gasversorgung und den fast vollständigen Zusammenbruch der Strom- und Wasserversorgung.

### Nach dem Zweiten Weltkrieg
Nach dem Zweiten Weltkrieg wurden sowohl die Berufs- und als auch die Freiwillige Feuerwehr am 11. Juni 1945 durch den Bürgermeister neu organisiert, um eine schlagkräftige Feuerwehr aufzubauen. Unter anderem wurde die Turnerwehr nach 86 Jahren mit der städtischen Freiwilligen Feuerwehr zusammengelegt. Zunächst verlief der Wiederaufbau schleppend da ein Großteil der Fahrzeuge und Feuerwehrhäuser zerstört waren. Teilweise nutzte die Feuerwehr alte Militärfahrzeuge zum Transport von Gerätschaften und Mannschaft. Doch mit dem Wirtschaftswunder setzte eine rasante Entwicklung bei der Duisburger Feuerwehr ein. Durch die dynamische Entwicklung der Industrie und dem damit erneut verbundenen Bevölkerungswachstum stiegen die Anforderung und Aufgaben, unter anderem wurden die technische Hilfe und der Umweltschutz zu wichtigen Aufgaben der Feuerwehr. Um der Entwicklung standzuhalten, wurde bereits 1953 eine UKW-Funksprechanlage angeschafft, außerdem stellte die Feuerwehr Anfang der 1960er Jahre ein Feuerlöschboot, einen Kranwagen und ihren ersten Notarztwagen in Dienst. Außerdem wurden mit der Feuerwache Süd (1964) und der Hafenwache (1969) im Duisburger Binnenhafen neue Standorte eingerichtet. Mit der kommunalen Neuordnung 1975 vergrößerte sich das Stadtgebiet um die Städte Walsum, Homberg und Rheinhausen, sowie die Orte Rumeln-Kaldenhausen und Baerl. Die ständig besetzten Wachen der ehemaligen Städte wurden zu neuen Berufsfeuerwachen, mehrere Löschgruppen der Freiwilligen Feuerwehr wurden zusammengelegt. Im selben Jahr eröffnete das Luftrettungszentrum Duisburg, an dem der Rettungshubschrauber Christoph 9 stationiert wurde.
Die neuen Anforderungen sorgten dafür, dass ihnen der neue Fuhrpark angepasst wurde. Mit den genormten Löschfahrzeugen sah sich die Duisburger Feuerwehr nicht mehr in der Lage, eine effektive Hilfe zu leisten, und begann bereits 1962 mit der Entwicklung eines kombinierten Fahrzeugs für Brandbekämpfung und Technische Hilfeleistung, womit sie Pionierarbeit auf diesem Gebiet leistete. Ende 1969 konnten drei Löschgruppen-Hilfeleistungsfahrzeuge (LF-HI) in Dienst gestellt werden, die von zwei Großtanklöschfahrzeugen, die bis zu 8.000 Liter Wasser fassen konnten, ergänzt wurden. Durch die zusätzlich benötigten Geräte stiegen die Anschaffungskosten. Mit Hilfe eines Wechselladersystems sollte im Einsatzfall der Nachschub an Einsatzmitteln sichergestellt werden und dadurch die Fahrgestelle für Sonderfahrzeuge eingespart werden. Als zweite Kommune nach Mannheim stellte die Feuerwehr Duisburg 1970 ihren ersten Absatzkipper ein, 1974 folgte der erste Abrollkipper. Durch die Wirtschaftskrise war die Stadt Duisburg zum Sparen gezwungen. Dadurch wurde das Wechselladersystem weiter bearbeitet, so dass die Feuerwehr Duisburg-Mitte der 1980er Jahre elf Wechsellader, darunter drei allradfähige vierachsige MAN-Fahrgestelle, und etwa 40 Container besaß. Zeitgleich wurden die Löschzüge der Berufsfeuerwehr mit einheitlichen Löschfahrzeugen auf dreiachsigen Fahrgestellen ausgestattet. Die als Tanklöschfahrzeug 5000 Hilfeleistung (TLF 5000 H) bezeichneten Fahrzeuge, die die Nachfolger der LF-HI darstellten, besaßen eine umfangreiche Ausrüstung für die Brandbekämpfungen und die technische Hilfe sowie einen 5000 Liter fassenden Wassertank. Die große Wassermenge wurde gewählt, weil die Mannschaft der Löschfahrzeuge von einer Gruppe auf eine Staffel reduziert wurde, der in der ersten Phase eines Löschangriffes ausreichend Wasser zur Verfügung stehen sollte, ohne eine Wasserverbindung zum Fahrzeug aufbauen zu müssen. Außerdem sorgten zwei Großbrände im Hafen dafür, dass so ein großer Tankinhalt gewählt wurde. 1984 stellte die Berufsfeuerwehr Duisburg die Weiterentwicklung des TLF 5000 H in Dienst. Das Fahrzeug verfügte über eine zusätzliche Vorderachse, um die Hinterachsen zu entlasten. Doch wegen seiner Länge von fast 10 Metern wurde nur ein neues TLF in Dienst gestellt. Ende der 1980er Jahre stellte die BF Duisburg zudem drei Vorauslöschfahrzeuge auf MAN-Fahrgestellen der Bundeswehr in Dienst. Die Fahrzeuge wurden vor allem für den schnellen Einsatz auf der Autobahn und zur Unterstützung der Tanklöschfahrzeuge angeschafft.
Im Jahr 1995 wurde im Stadtteil Duissern die neue Hauptfeuerwache eingeweiht, zwei Jahre später wurde die neue Hafenwache in Ruhrort eingeweiht. Im Jahr 2002 stellte die Feuerwehr den Rettungsdienst auf das neue Rendezvous-System um. Seitdem werden anstatt eines Notarztwagens Notarzteinsatzfahrzeuge und Rettungswagen an verschiedenen Standorten gleichzeitig alarmiert, wodurch der Notarzt flexibler einsetzbar ist. Beide treffen am Einsatzort zusammen.
Aufgrund ihrer hohen Schulden ist die Stadt Duisburg seit Jahren zum Sparen gezwungen. So werden seit dem 1. April 2004 neben der Berufsfeuerwehr Hilfsorganisationen im Rettungsdienst alarmiert. Die Stadt musste vier zusätzliche Rettungswagen einrichten, durfte aufgrund einer Haushaltssperre kein neues Personal einstellen, weshalb die Hilfsorganisationen in den Rettungsdienst der Feuerwehr aufgenommen wurden. Um die beiden von Schimmelpilz befallenden Wachen 2 (Laar) und 5 (Homberg) zu ersetzen, fehlte es am nötigen Kapital. Daher wurden die beiden Wachen zur neuen Feuer- und Rettungswache 5 in Homberg zusammengelegt. Zusätzlich wurden in dem 2007 am Rheinpreussenhafen errichteten Gebäude, das privatfinanziert und von der Stadt angemietet wurde, ein Löschzug der Freiwilligen Feuerwehr und die Feuerwehrschule untergebracht. Außerdem setzt die Feuerwehr auf ein neues Fahrzeugkonzept. Die dreiachsigen Löschfahrzeuge wurden ab 2023 kontinuierlich durch genormte Hilfeleistungslöschgruppenfahrzeuge 20 ersetzt.
Anfang Juni 2023 wurde bekanntgegeben, dass die Feuerwehr Duisburg als Nachfolger der Feuerwehr Bochum Drehort für die Fernsehproduktion Feuer & Flamme – Mit Feuerwehrmännern im Einsatz werden soll. Die Dreharbeiten für die 8. Staffel beginnen am 12. Juni 2023 und begleiten an bis zu 70 Tagen den Alltag der Wache 3 und der Hafenwache.

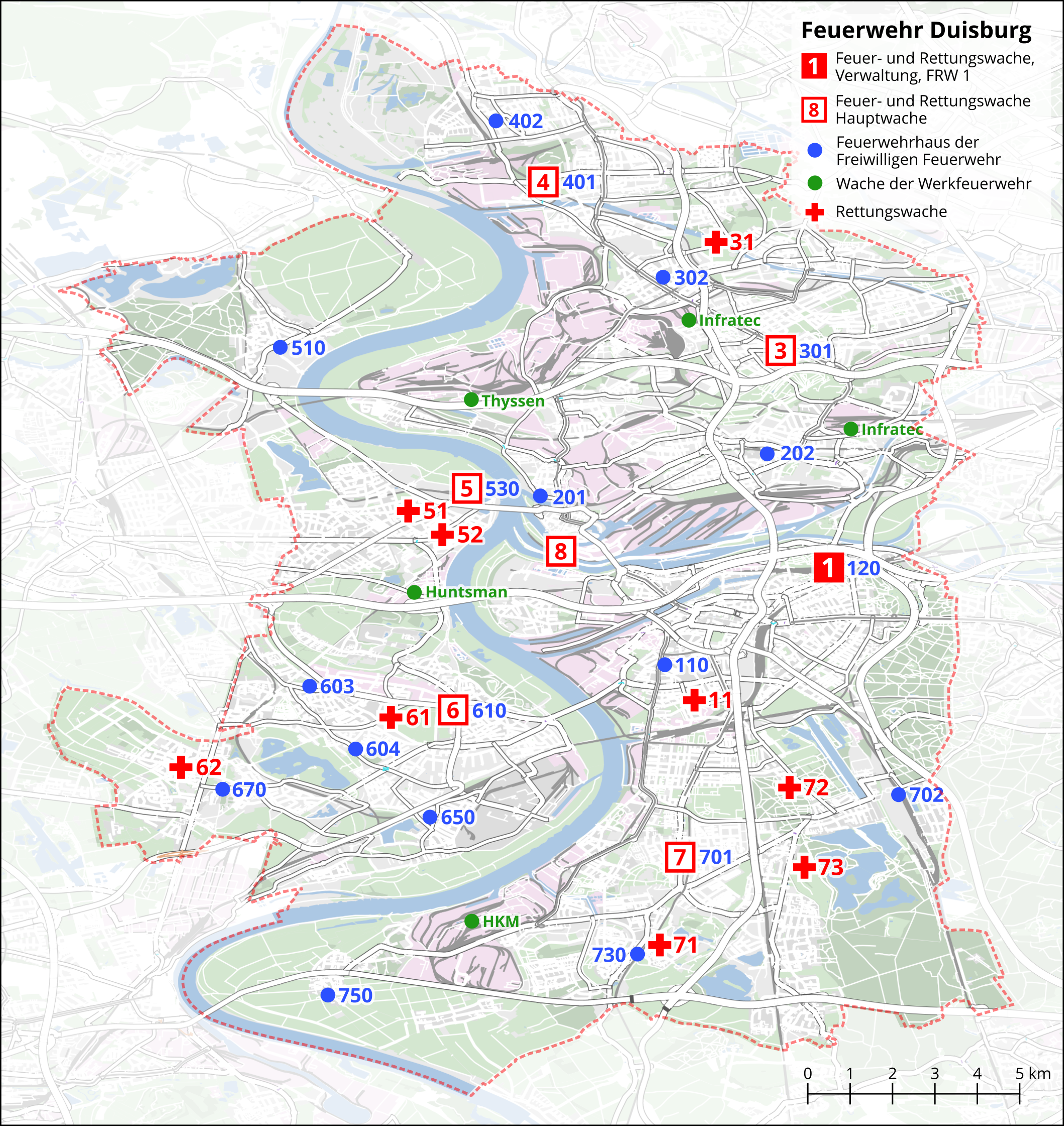
Karte der Wachen der Berufsfeuerwehr und Freiwilligen Feuerwehr, Werkfeuerwehr sowie Rettungswachen in Duisburg

## Gliederung der Feuerwehr

### Berufsfeuerwehr
Die Berufsfeuerwehr der Stadt Duisburg ist ein Teil des Amtes 37, dem Feuerwehr- und Zivilschutzamt und hat circa 600 Mitarbeiter, wovon ungefähr 540 im Einsatzdienst stehen. Neben den traditionellen Aufgaben (Brandbekämpfung, Krankentransporte, medizinische Notfallrettung, technische Hilfeleistungen und Umweltschutz), gehört das Überprüfen des vorbeugenden Brand- und Gefahrenschutz (dazu zählen Stellungnahmen in bauaufsichtlichen Verfahren, Beratungen, Sicherheitswachen bei Veranstaltungen und Brand- und Nachschauen) zu ihren Tätigkeiten.
Um diese Aufgaben zu erfüllen, stehen der Berufsfeuerwehr im gesamten Stadtgebiet sechs Feuer- und Rettungswachen zur Verfügung. Alle Wachen besitzen mindestens einen Löschzug, welcher aus einem Hilfeleistungslöschfahrzeug (HLF 28/40), einer Drehleiter mit Korb 23-12 (DLK 23-12), einem Tanklöschfahrzeug (TLF 20/24) welches intern als Vorauslöschfahrzeug (VLF) bezeichnet wird und einem Rettungswagen (RTW), mit einer Stärke von zwölf Feuerwehrmitgliedern (Fm/SB) besteht. Weiter kommen noch an einigen Wachen Spezialfahrzeuge hinzu. Im Einsatzfall ergänzen sich die Wachen notfalls im Nachbarschaftsprinzip. Der Einsatzleiter untersteht hierbei der Leitung des Beamten vom Einsatzdienst (BvE), der bei Bedarf im Rendezvous-Prinzip hinzustößt, stationiert sind sie an den Wachen 1 (BvE Süd), 3 (BvE Nord) und 6 (BvE-West). Wenn Schadenereignisse größeren Ausmaßes sind, stoßen weitere Löscheinheiten und Spezialfahrzeuge hinzu.
Zusätzlich besitzt die Berufsfeuerwehr noch eine Hafenfeuerwache mit einem Feuerlöschboot, fünf Notarztstationen und eine Hubschrauberstation an der Berufsgenossenschaftlichen Unfallklinik, wo der Rettungshubschrauber Christoph 9 beheimatet ist.
Für die Berufsfeuerwehr besteht ein eigenständiger Personalrat, der nach den Vorschriften des LPVG NRW arbeitet und im Jahre 2016 neu gewählt wurde. Ihm zugeordnet ist eine eigene Jugend- und Auszubildendenvertretung und eine Schwerbehindertenvertretung. Der Personalrat des Feuerwehr- und Zivilschutzamtes hat seinen Sitz in der FRW 1.

#### Standorte

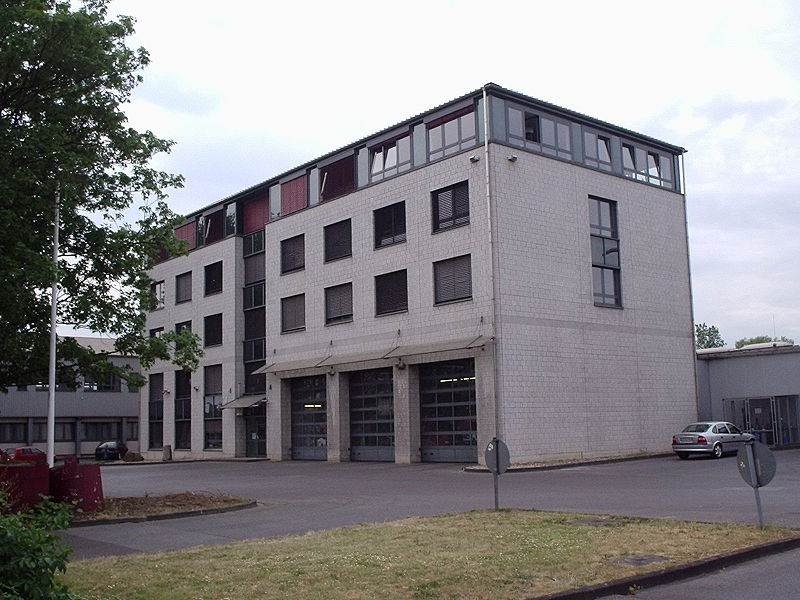
Das Wachgebäude der Feuer- und Rettungswache 1 an der Wintgensstraße 111

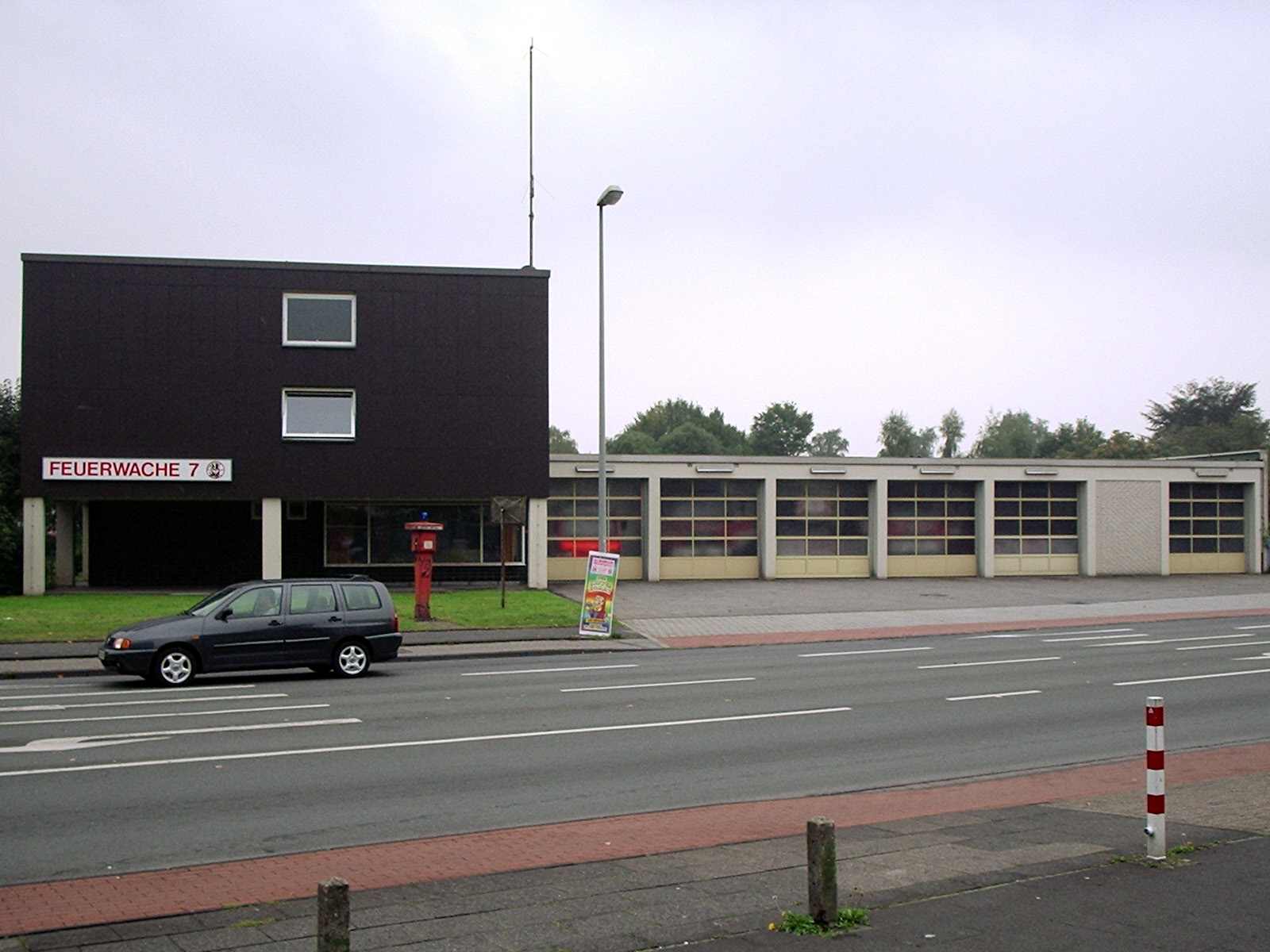
Die Feuer- und Rettungswache 7 an der Düsseldorfer Landstr. 92

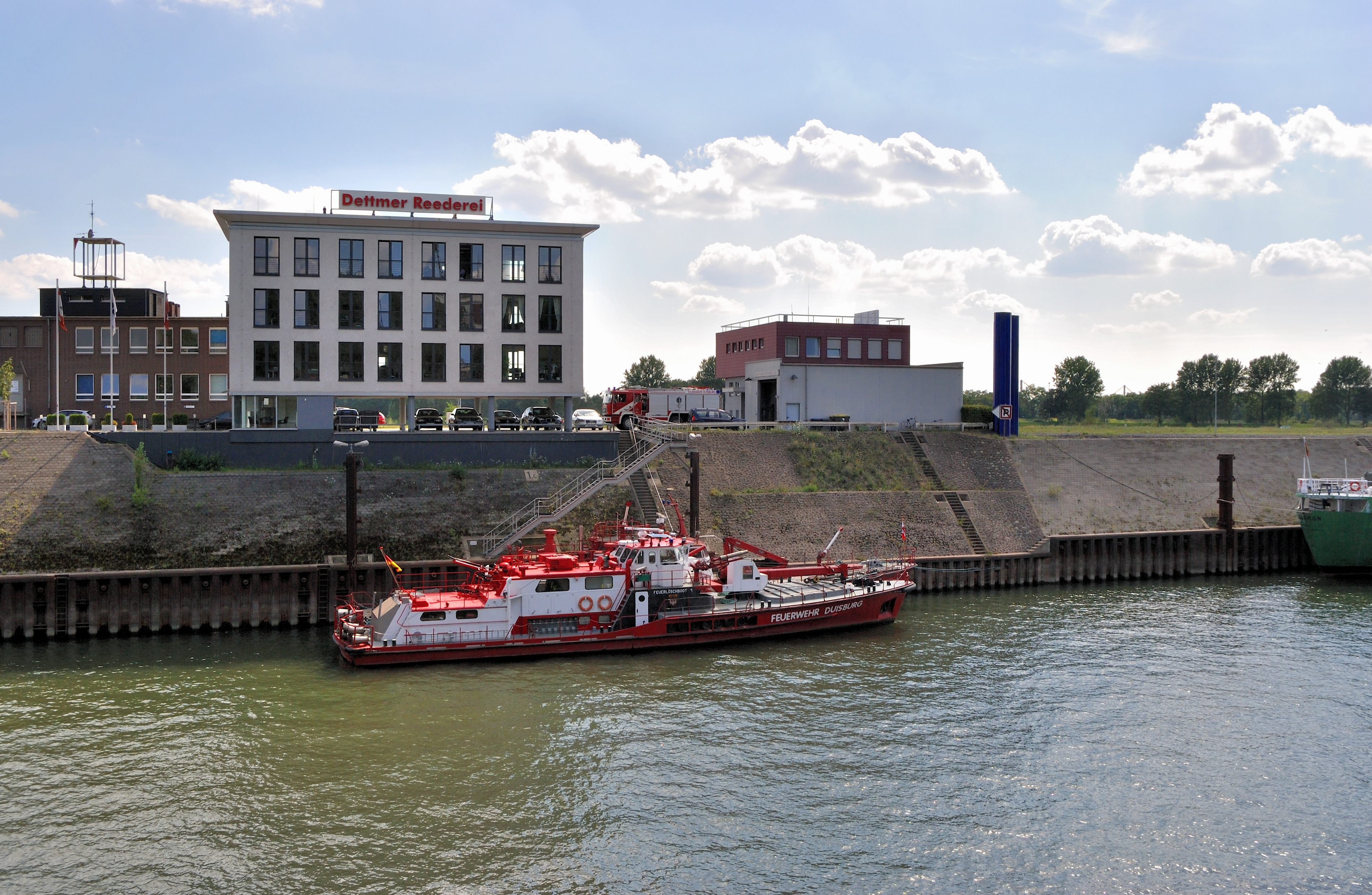
Die Löschboote Duisburg 1 und 2 vor der Hafenwache (oben rechts)

Die Feuer- und Rettungswache 1, zugleich Hauptfeuer- und größte Wache der Stadt, befindet sich an der Wintgensstraße im Stadtteil Duissern, nordöstlich der Innenstadt. Sie wurde 1995 als Ersatz der alten Feuerwache 1 in Hochfeld gebaut. Neben dem Löschzug und den Rettungsdienstfahrzeugen sind an der Wache der Einsatzleitwagen des Beamten vom Einsatzdienst Süd und einige Spezialfahrzeuge stationiert wie beispielsweise der Kran, der Einsatzleitwagen 2, der Gerätewagen Atemschutz oder der Gerätewagen Wasserrettung, sowie ein Großteil der Wechselladerfahrzeuge mit einigen Abrollbehältern/-containern. Darüber hinaus sind in der Wache die Werkstatt, die Verwaltung und die Leitstelle untergebracht.
Die Feuer- und Rettungswache 3 ist in Hamborn gelegen. Die Wache ist Sitz der Einsatzdirektion Nord, weshalb zusätzlich zum Löschzug ein Einsatzleitwagen 1 für den Beamten vom Einsatzdienst in Hamborn untergebracht ist. Zudem sind in Hamborn fünf Rettungswagen, wovon zwei von Kräften einer Hilfsorganisation besetzt werden, ein Personenkraftwagen, ein Wechselladerfahrzeug und fünf Abrollcontainer stationiert. Die mittlerweile über 40 Jahre alte Wache soll in den kommenden Jahren saniert werden.
Die nördlichste Wache Duisburgs ist die Feuer- und Rettungswache 4 in Walsum, die bis zur kommunalen Neuordnung 1975 die ständig besetzte Wache der Freiwilligen Feuerwehr Walsum war. Spezialisiert ist die Wachmannschaft auf den Umweltschutz, sowie seit der Schließung der Feuer- und Rettungswache 2 auf Straßenbahnunfälle, wofür die Einheit mit drei Wechselladerfahrzeugen und sechs Abrollcontainern ausgestattet ist. Hinzu kommen der Löschzug, ein Personenkraftwagen, drei Rettungswagen, ein Krankentransportwagen und ein Gerätewagen Ortung.
Im März 2007 wurde die Feuer- und Rettungswache 5 im Homberger Rheinpreussenhafen bezogen. Gebaut wurde die von der Stadt Duisburg angemietete Wache von einem privaten Unternehmen. Sie ersetzte zwei von Schimmel befallene Gebäude in Laar (ehemals Feuer- und Rettungswache 2) und Homberg (die ehemalige Feuer- und Rettungswache 5). Bis zur Fertigstellung des Gebäudes waren die Mitarbeiter der beiden ehemaligen Wachen in Containern untergebracht. In der Wache 5 arbeiten heute circa 80 Einsatzkräfte. Hier sind neben dem Löschzug und drei Rettungswagen noch weitere Sonderfahrzeuge stationiert, wie etwa der Chemiezug und Abrollbehälter des 22-t Systems. Die Feuerwehrschule nutzt ebenfalls Schul- und Fortbildungsräume in der Wache, die Brandmeisteranwärter (Auszubildende für den mittleren feuerwehrtechnischen Dienst) absolvieren ihr Wachpraktikum ebenfalls in Homberg. Neben der Berufsfeuerwehr ist die Freiwillige Feuerwehr Homberg/Hochheide in dem Gebäude untergebracht.
Die Feuer- und Rettungswache 6 im linksrheinischen Rheinhausen gehört ebenfalls zu den Wachen, die 1975 durch die Gebietsreform in Nordrhein-Westfalen zu einem Standort der Berufsfeuerwehr Duisburg geworden sind. Die Wache war von 1957 bis 2023 eine am alten Standort ständig besetzte Feuerwache, nachdem in der ehemaligen Stadt Rheinhausen die Einsatzzahlen nach der städtischen Vergrößerung stiegen. Mit Neubau der Feuer- und Rettungswache 6 an der Neuen Krefelder Straße, bezog die Berufsfeuerwehr im April 2023 den neuen Standort. Der alte Standort wird seitdem vollumfänglich vom Löschzug 610 (Hochemmerich) der Freiwilligen Feuerwehr genutzt. Der aktuelle Fuhrpark besteht aus dem Löschzug, einem Personenkraftwagen und drei Rettungswagen. Seit dem Umzug in den Neubau, rückt von diesem Standort ebenfalls der BvE-West aus.
Im Stadtteil Buchholz liegt die Feuer- und Rettungswache 7, die südlichste im Stadtgebiet, an der ein Löschzug, zwei Rettungswagen und ein Personenkraftwagen stationiert sind. Die Feuer- und Rettungswache 7 besitzt das größte Einsatzgebiet aller Berufsfeuerwehren in Duisburg, kann deshalb nicht jeden Punkt im Wachbezirk erreichen. An diesen Punkten wird die Freiwillige Feuerwehr zusätzlich im Ersteinsatz alarmiert.
Ruhrort ist der Standort der Hafenwache, der Feuerwache 8, die für den größten Binnenhafen Europas zuständig ist. Dieser Standort ersetzte Ende der 1990er Jahre die Feuerlöschbootstation an der Ruhrmündung. Insgesamt gehören heute vier Kameraden zur Wachmannschaft, denen zwei Feuerlöschboote und ein Hilfeleistungslöschfahrzeug 28/40 zur Verfügung stehen. Im Einsatzfall rücken die Männer mit dem Löschboot 1 oder dem mit drei Mann besetzten Hilfeleistungslöschfahrzeug aus. In diesem Fall bleibt ein vierter Mann am Standort und besetzt gegebenenfalls das Löschboot, während die Mannschaft des Fahrzeugs abgelöst wird und zurück zum Anlieger fährt.

#### Ausbildung zum Brandmeister
Die Ausbildung zum Brandmeister bei der Feuerwehr Duisburg dauert insgesamt 18 Monate. Bestandteile sind eine fünfmonatige Grundausbildung, die dreimonatige Ausbildung im Rettungsdienst sowie ein neunmonatiges Wachpraktikum. Die abschließende Laufbahnprüfung erstreckt sich inklusive der Prüfungsvorbereitung über einen Monat. Eine notwendige Voraussetzung für die Brandmeisterausbildung ist es, bereits eine Ausbildung in einem für den Feuerwehrdienst geeigneten Beruf absolviert zu haben, bevorzugt als Notfallsanitäter oder im handwerklichen Bereich.

#### Ausbildung zum Notfallsanitäter
Die Ausbildung zum Notfallsanitäter bzw. zur Notfallsanitäterin bei der Feuerwehr Duisburg dauert insgesamt drei Jahre. In dieser Zeit finden unter anderem die theoretischen Ausbildungsblöcke an der eigenen Akademie für Notfallmedizin und Rettungswesen (AfNuR), sowie die Praxisblöcke an den diversen (Feuer-) und Rettungswachen statt. Die Ausbildung schließt mit einem Staatsexamen ab.

#### Eishockeymannschaft
Die Fire Devils Duisburg bilden das Eishockeyteam der Duisburger Berufsfeuerwehr. Seit dem Jahr 1996 veranstaltet die Mannschaft Benefizspiele, bei denen bis 2007 über 50.000 € für karitative Zwecke eingespielt wurden, wie beispielsweise für Kinderkliniken, Hinterbliebene der bei den Terroranschlägen in New York gestorbenen Feuerwehrleuten oder die Erich Kühnhackl Stiftung. Bisher traten die Fire Devils gegen Mannschaften von Radio Duisburg, der Feuerwehr New York und der Duisburger Füchse an, sowie gegen Polizeimannschaften und Prominententeams. Beim bisher letzten Benefizspiel, als die Fire Devils im März 2008 gegen eine Mannschaft der Füchse Duisburg antraten, belief sich der Erlös auf über 4.000 €, 600 Zuschauer sahen den 14:3-Erfolg der Füchse. Zudem sind die Duisburger Firedevils 1. Meister der 2013 neu gegründeten FEL (Feuerwehr Eishockey Liga). Ungeschlagen wurden sie gegen Teams aus Solingen, Köln, Krefeld und Iserlohn Meister. Die Mannschaft wurden auch 2014 und 2015 Meister.
Am 2. April 2016 trafen der West-Meister der FEL West, die Firedevils Duisburg, auf den Nord-Meister der FEL Nord, das Team der Berufsfeuerwehr Bremerhaven, die Fischtown Firefighter. Die Firedevils Duisburg konnten das Spiel für sich entscheiden.

### Freiwillige Feuerwehr

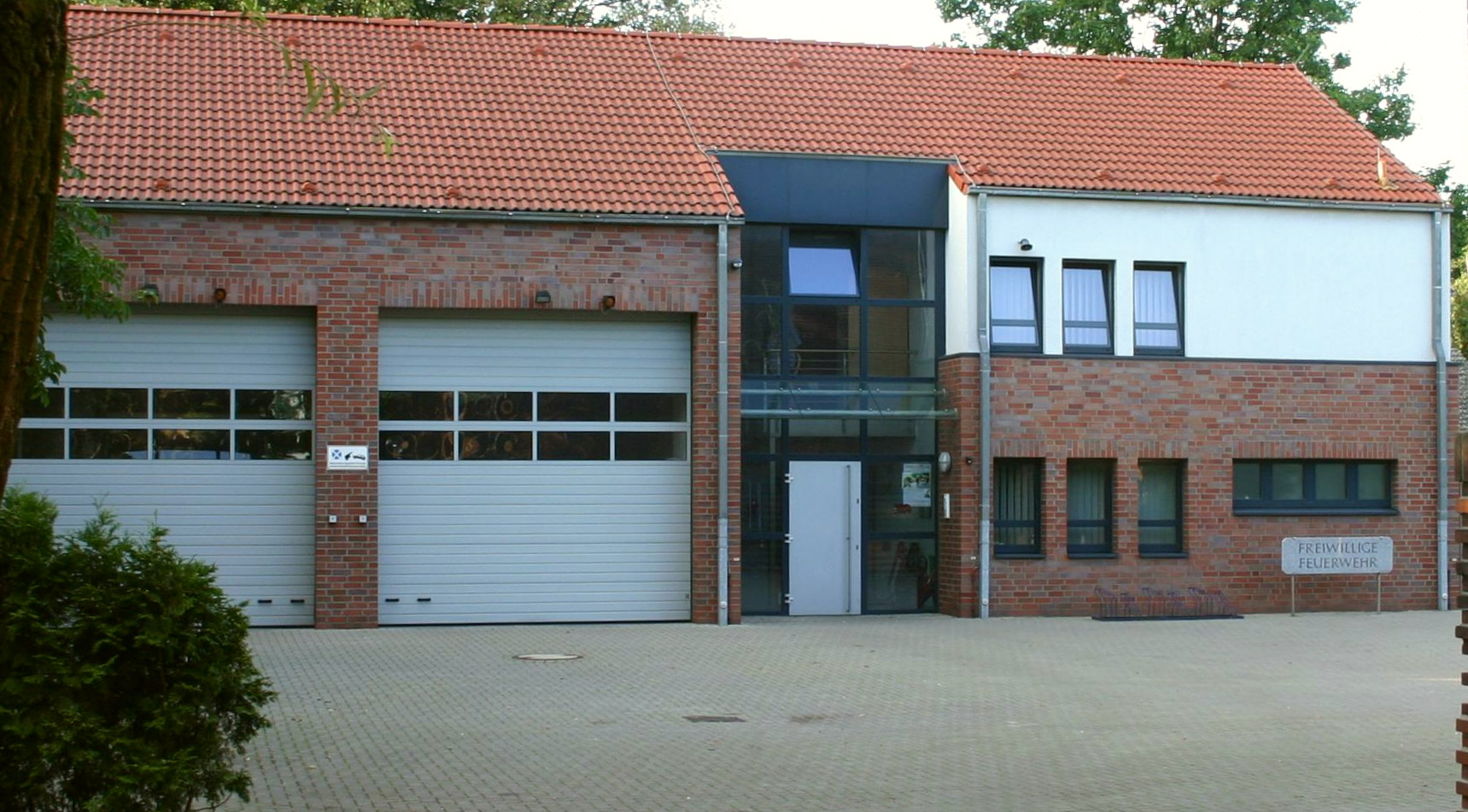
Das Mündelheimer Feuerwehrhaus

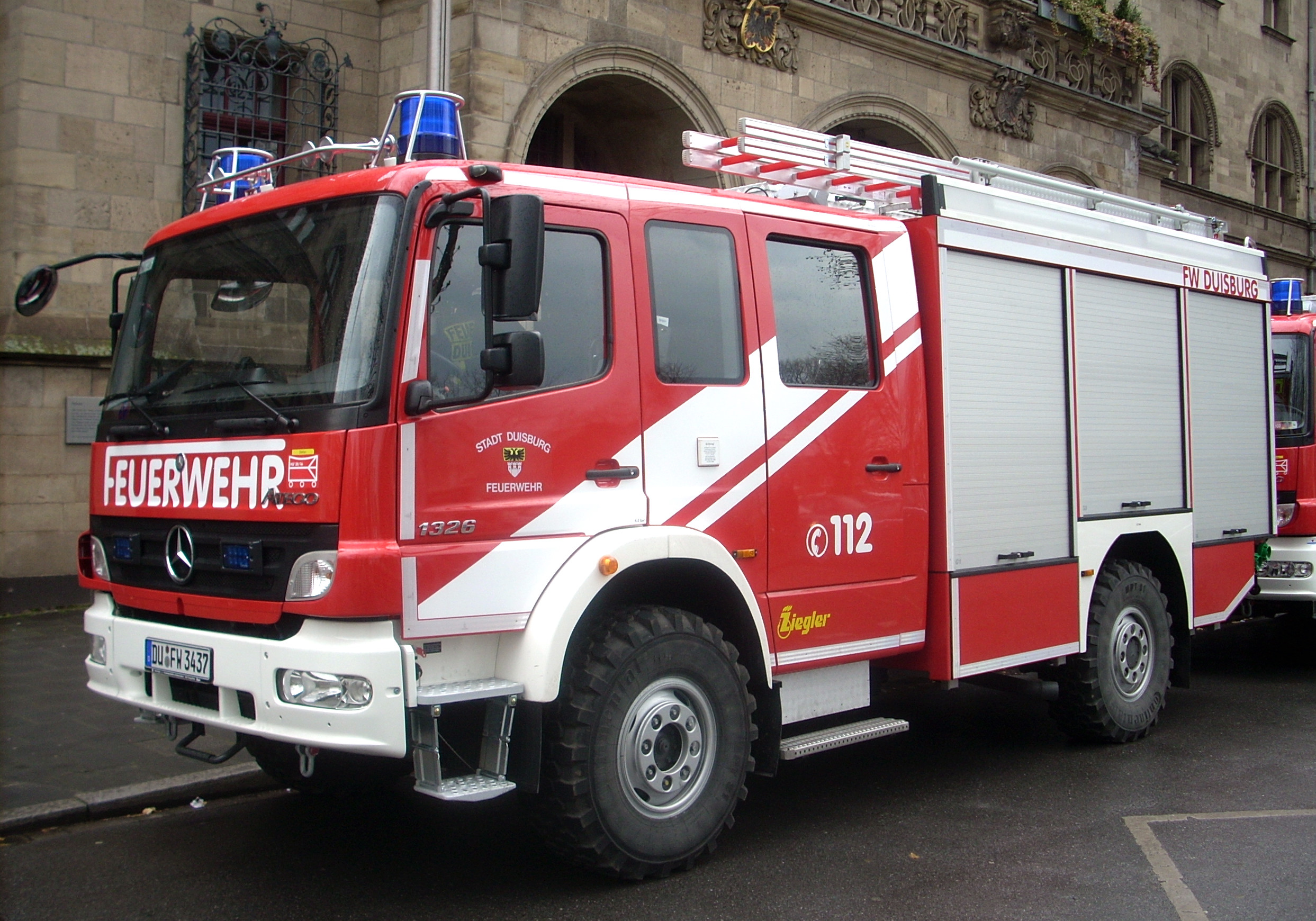
Das HLF 20/16 der Löschgruppe 701

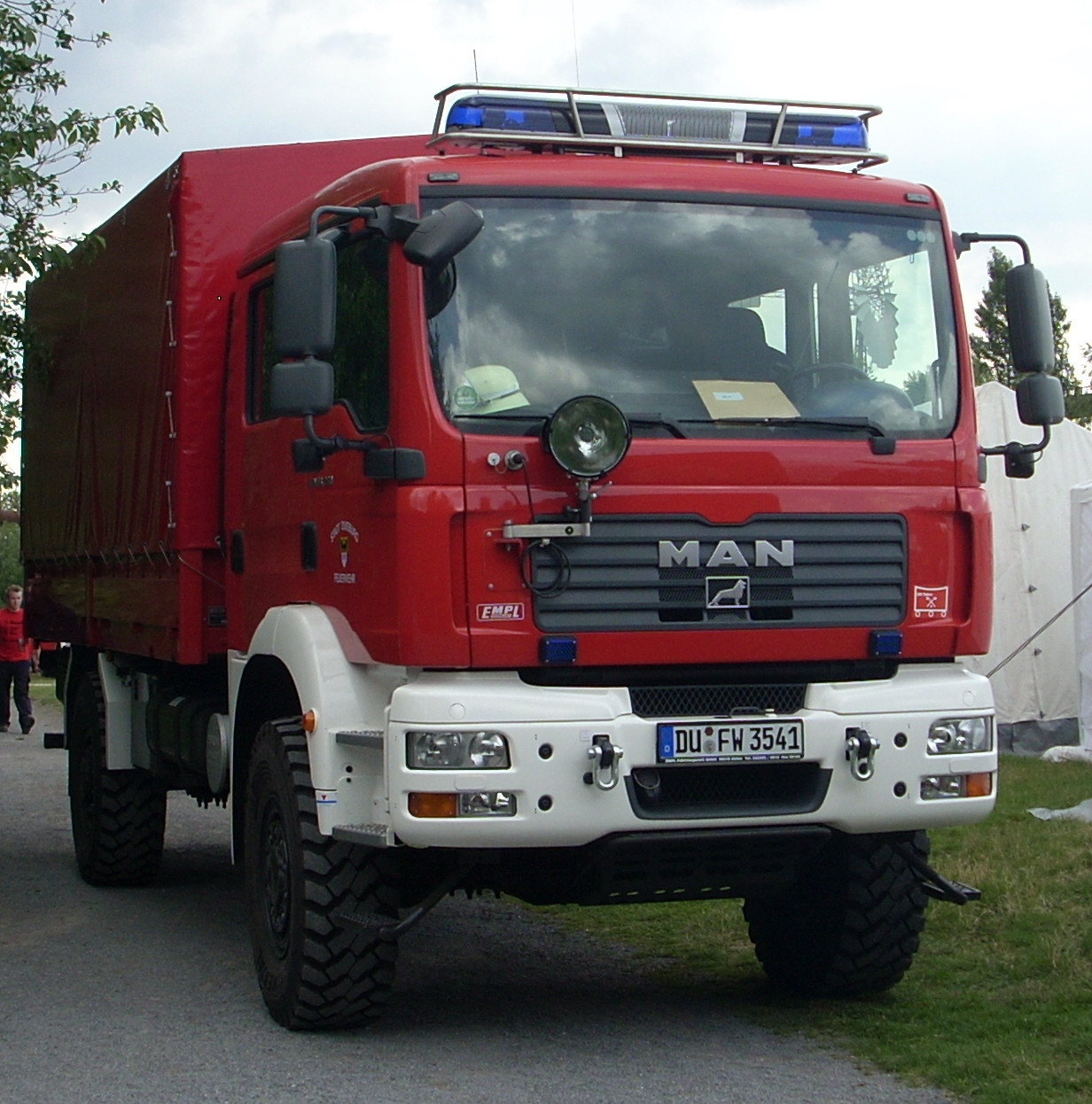
Der GW-Dekon-P des Löschzuges 110

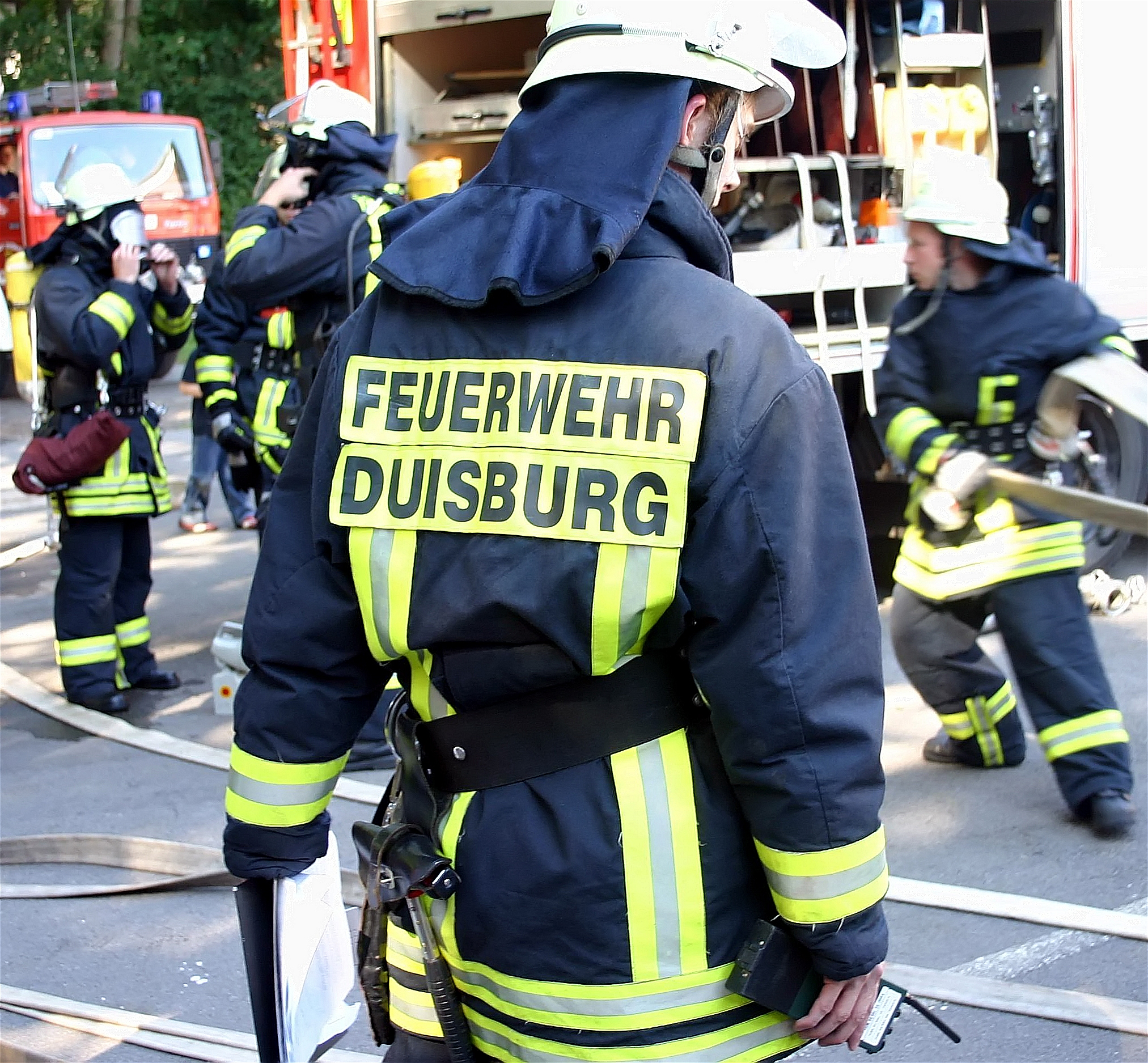
Mitglieder der Freiwilligen Feuerwehr während einer Übung

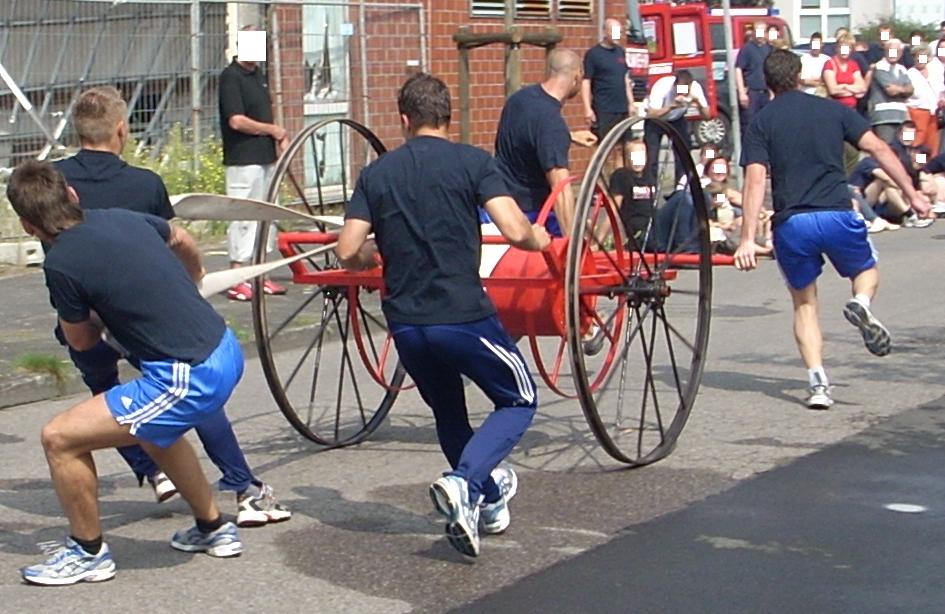
American Muster in Baerl

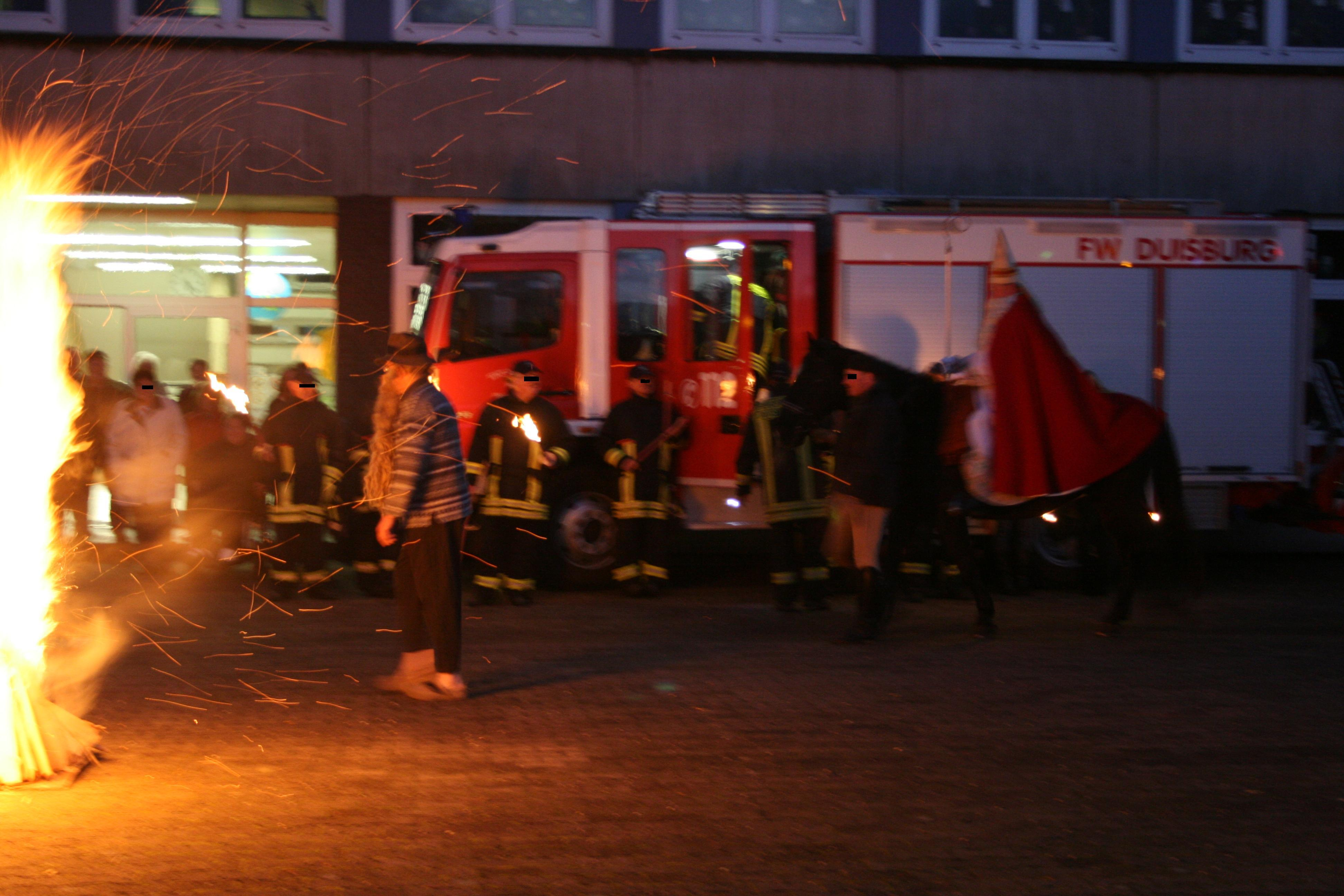
Die FF begleitet die Martinszüge

Mit der Gründung der Freiwilligen Feuerwehr Duisburg im Jahr 1859 nahm die Feuerwehr Duisburg ihren Anfang. Mit diesem Gründungsjahr gilt die FF Duisburg als älteste Freiwillige Feuerwehr in Nordrhein-Westfalen. Durch zahlreiche Gründungen einzelner Feuerwehren in den Stadtteilen und kommunalen Neuordnungen wuchs die Freiwillige Feuerwehr stetig und erreichte 1975 ihr heutiges Ausmaß. Heute (Stand 2009) gehören der Freiwilligen Feuerwehr etwa 514 Frauen und Männer an, denen in 20 Feuerwehrhäusern, wovon fünf auf dem Gelände einer Berufsfeuerwehr liegen, über 50 Einsatzfahrzeuge und Anhänger zur Verfügung stehen.
Die generellen Aufgaben der Freiwilligen Feuerwehr sind die Unterstützung der Berufsfeuerwehr bei Großschadenslagen. Darunter fallen Großbrände oder Unwetter, sowie die Besetzung der Feuer- und Rettungswachen, wenn sich die Berufsfeuerwehr längere Zeit im Einsatz befindet, um gegebenenfalls die Hilfsfristen einzuhalten. Hinzu kommt das Durchführen von Sicherheitswachen, wie beispielsweise im Theater, bei Feuerwerken oder während der St. Martinszüge.
In den am Stadtrand gelegenen Orten wird die Freiwillige Feuerwehr im Ersteinsatz alarmiert. Zu diesen Einheiten zählen der Löschzug 510 Baerl, welcher von 2002 bis 2007 Ausrichter der Deutschen Meisterschaften im American Muster war, und der Löschzug 670 Rumeln-Kaldenhausen, sowie der Löschzug 750 Mündelheim, welche die einzige eigenständig agierende Löschgruppe in Duisburg ist. Die Feuerwehren werden immer alarmiert und verfügen dementsprechend über eine umfangreiche Ausstattung, wie zum Beispiel Löschfahrzeuge mit Hilfeleistungssätzen. Neben diesen Einheiten, müssten zwei weitere Freiwillige Feuerwehren im Ersteinsatz fahren, Bissingheim und Rahm, was derzeit nicht möglich ist. Dies erklärt sich daraus, dass ein Großteil der Mitglieder der Löschgruppen außerhalb arbeitet und daher eine Versorgung nicht garantiert werden kann.
Seit 1994 werden die Mitglieder der Freiwilligen Feuerwehr nur noch über Funkmeldeempfänger, umgangssprachlich Pieper genannt, alarmiert, bis dahin wurden sie noch per Sirene alarmiert.
Zur Freiwilligen Feuerwehr gehören noch einige Jugendfeuerwehren und Ehrenabteilungen, in die Aktive spätestens mit Vollenden des 67. Lebensjahres wechseln. Die Ehrenabteilungen haben zurzeit etwa 130 Mitglieder.

#### Einheiten
Übersichtstabelle
| Löschzug | Löschgruppe | Ortsteil                                         | Gründung | Einsatzfahrzeuge |
| -------- | ----------- | ------------------------------------------------ | -------- | --- |
| SE 040   |             | Sondereinheit Verwaltungsunterstützungsabteilung | 2019     | |
| LZ 110   | 101         | Hochfeld/Neuenkamp                               | 1869     | ein LF 20-KatS, ein HLF 20/16, GW-Dekon-P und ein MTF                                                                 |
| LZ 110   | 102         | Neudorf                                          | 1859     | ein LF 20-KatS, ein HLF 20/16, GW-Dekon-P und ein MTF                                                                 |
| LZ 120   |             | Sondereinheit Fernmeldedienst                    | 2001     | zwei ELW 1, AB-ELKO (1)                                                                                               |
| LZ 130   | 130         | Wedau / Bissingheim / Wanheimerort / Neudorf-Süd | 2024     | ein HLF 10, ein TLF 3000 und ein MTF                                                                                  |
|          |             |                                                  |          | |
| LZ 210   | 201         | Laar                                             | 1866     | ein LF 16 und ein MTF                                                                                                 |
| LZ 210   | 202         | Meiderich                                        | 1896     | ein HLF 20/20, ein LF 20-KatS, ein MTF, ein WLF 32 mit AB-HFS und ein MZF                                             |
|          |             |                                                  |          | |
| LZ 310   | 301         | Hamborn/Neumühl                                  | 1898     | ein LF 20-KatS und ein MTF                                                                                            |
| LZ 310   | 302         | Marxloh                                          | 1900     | ein LF 20-KatS, ein HLF 20/16 und ein FwA-LIMA                                                                        |
|          |             |                                                  |          | |
| LZ 410   | 401         | Aldenrade                                        | 1905     | ein HLF 20/16, ein SW 2000, ein WLF 26 mit AB-Aufenthalt, AB-Mulde und AB-Pritsche, ein Radlader und ein Gabelstapler |
| LZ 410   | 402         | Vierlinden                                       | 1942     | ein LF 20-KatS und ein MTF                                                                                            |
|          |             |                                                  |          | |
| LZ 510   |             | Baerl                                            | 1907     | ein HLF 20/16, ein VLF, ein LF 20-KatS, ein MTF und ein Notstromaggregat                                              |
| LZ 530   | 504         | Hochheide                                        | 1902     | ein HLF 20/16, ein LF 20-KatS, ein GW-Dekon-P, eine DLK 23/12 und ein WLF 26 mit AB-Dekon, sowie ein MTF              |
| LZ 530   | 503         | Homberg                                          | 1869     | ein HLF 20/16, ein LF 20-KatS, ein GW-Dekon-P, eine DLK 23/12 und ein WLF 26 mit AB-Dekon, sowie ein MTF              |
| LZ 610   |             | Rheinhausen/Hochemmerich                         | 1905     | zwei HLF 20, ein LF 20-KatS, ein LF 16-TS, ein SW 2000 Tr., ein MTF und zwei GW-Bereitstellungsraum                   |
| LZ 610   | 603         | Oestrum                                          | 1921     | zwei HLF 20, ein LF 20-KatS, ein LF 16-TS, ein SW 2000 Tr., ein MTF und zwei GW-Bereitstellungsraum                   |
| LZ 650   | 605         | Friemersheim                                     | 1903     | ein HLF 20/16, ein LF 20-KatS, ein MTF, ABC-ErkKW, einen GW-Küche                                                     |
| LZ 650   | 606         | Friemersheim                                     |          | ein HLF 20/16, ein LF 20-KatS, ein MTF, ABC-ErkKW, einen GW-Küche                                                     |
| LZ 670   |             | Rumeln                                           | 1923     | ein HLF 20/16, ein LF 20-KatS und ein MTF                                                                             |
| LZ 670   |             | Kaldenhausen                                     | 1920     | ein HLF 20/16, ein LF 20-KatS und ein MTF                                                                             |
|          | 701         | Buchholz                                         | 1907     | ein HLF 20/16, ein Gabelstapler und ein MTF                                                                           |
| LZ 730   | 703         | Großenbaum/Rahm                                  | 1907     | ein HLF 20/16, ein LF 20-KatS und ein MTF                                                                             |
| LZ 730   | 704         | Huckingen                                        | 1896     | ein HLF 20/16, ein LF 20-KatS und ein MTF                                                                             |
| LZ 750   | 705         | Mündelheim                                       | 1906     | ein HLF 20/16, ein LF 20-KatS und ein MTF                                                                             |

(1) Abrollbehälter-Einsatzleitung und Kommunikation (AB-ELKO)
(2) Abrollbehälter-Holland Fire-System (AB-HFS)
(5) Gerätewagen Verpflegung (GW-V)

#### Spezialeinheiten
Einige Löschzüge bilden darüber hinaus noch Spezialeinheiten, die bei größeren Einsätzen alarmiert werden. Der Löschzug 610 (Rheinhausen) ist für die Einrichtung eines Bereitstellungsraumes bei Großeinsätzen und überörtliche Hilfeleistungen verantwortlich. Darüber hinaus bildet der Löschzug 610 (Rheinhausen) auch die Sondereinheit Wasserversorgung. Der Löschzug 650 (Friemersheim) stellt sowohl die Sondereinsatzgruppe Verpflegung als auch die ABC-Erkundung, die Mitglieder des Löschzuges 530 (Homberg/Hochheide) sind auf die Dekontamination spezialisiert. Der im Jahr 2001 gegründete Fernmeldedienst (Sondereinheit - 120 - Fernmeldedienst) setzt sich aus Mitgliedern aller Löschzüge der Freiwilligen Feuerwehr zusammen und besetzt den Einsatzleitwagen 2 und ein Wechselladerfahrzeug mit dem AB-Einsatzleitung (in Duisburg AB-ELKO – Einsatzleitung und Kommunikation – genannt).
Der Sondereinheit Wasserförderung gehört der Löschzug 210 (Laar/Meiderich) an, welcher die Hochleistungspumpe Hytrans-Fire-System (HFS) betreut. Der spezielle Container, auf dem die Pumpe aufgebaut ist, sowie sein Trägerfahrzeug sind an der Feuer- und Rettungswache 1 untergebracht. Die Pumpe, welche eine Förderleistung von 5000 Liter pro Minute bei 5 bar aufweist, wird eingesetzt, um große Mengen Wasser zu fördern. Damit die großen Mengen Löschwasser transportiert werden können, verfügt der Abrollbehälter über 2000 Meter F-Druckschläuche (150 Millimeter Durchmesser). Die Spezialeinheit wird nicht nur in Duisburg eingesetzt, sondern kommt bei der überörtlichen Hilfe zum Einsatz, wie beispielsweise 2005 bei einem Brand im Krefelder Hafen oder 2006 bei einem Baumarktbrand in Oberhausen.

#### Jugendfeuerwehr
Viele Jahre versuchte die Feuerwehr Duisburg über die Jugendfeuerwehr (JF) Nachwuchs zu gewinnen und gezielt zu fördern. Die erste Einheit wurde im Jahr 1965 in Rheinhausen ins Leben gerufen. Heute besteht die Jugendfeuerwehr aus zehn Gruppen im gesamten Stadtgebiet: Stadtmitte, Hamborn, Meiderich, Walsum, Homberg-Baerl, Rheinhausen, Bergheim-Oestrum, Friemersheim, Rumeln-Kaldenhausen und Huckingen. Insgesamt hat der Stadtjugendfeuerwehrverband rund 130 Mitglieder.

## Sonstige Aufgaben

### Rettungsdienst

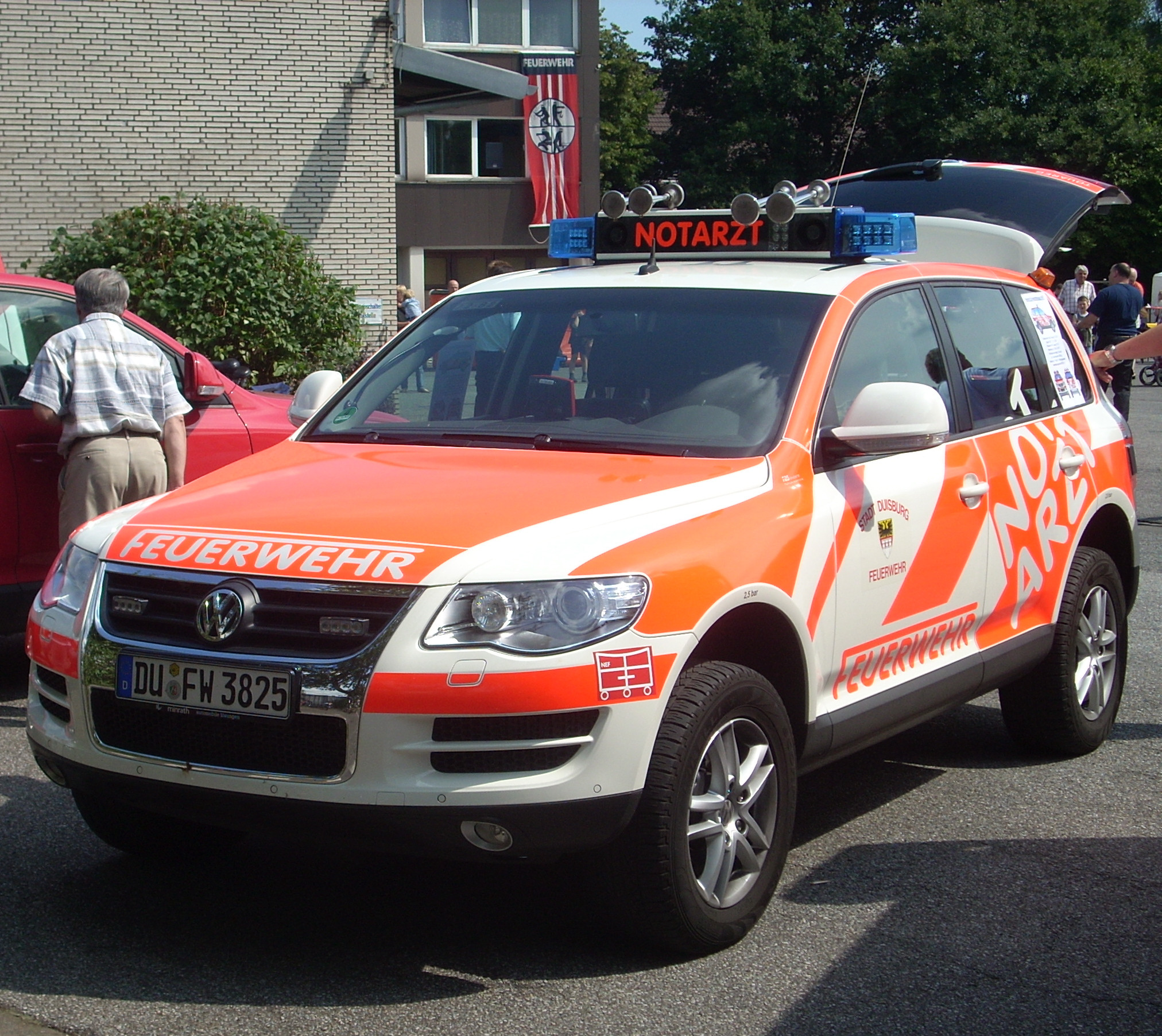
Notarzteinsatzfahrzeug

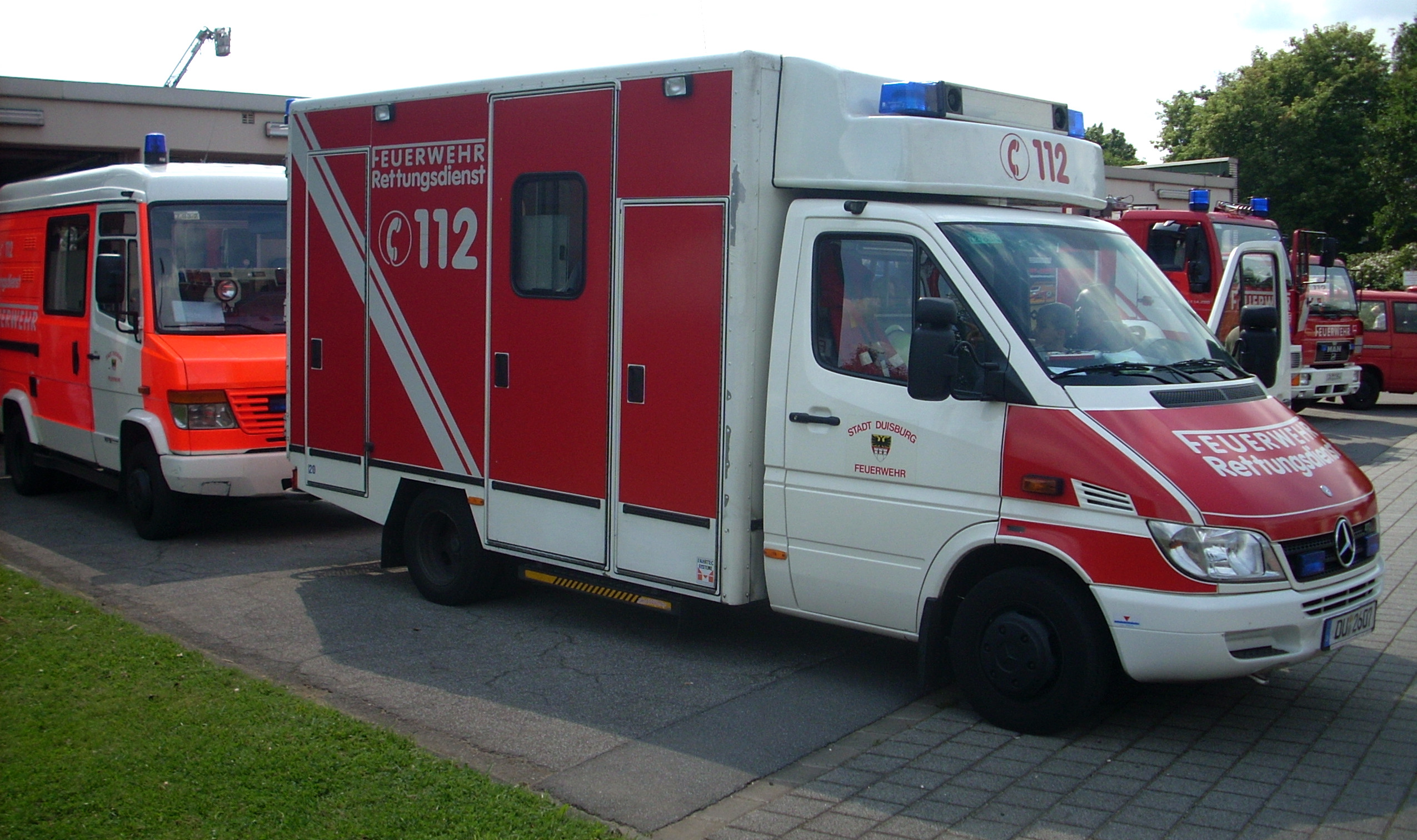
Rettungswagen

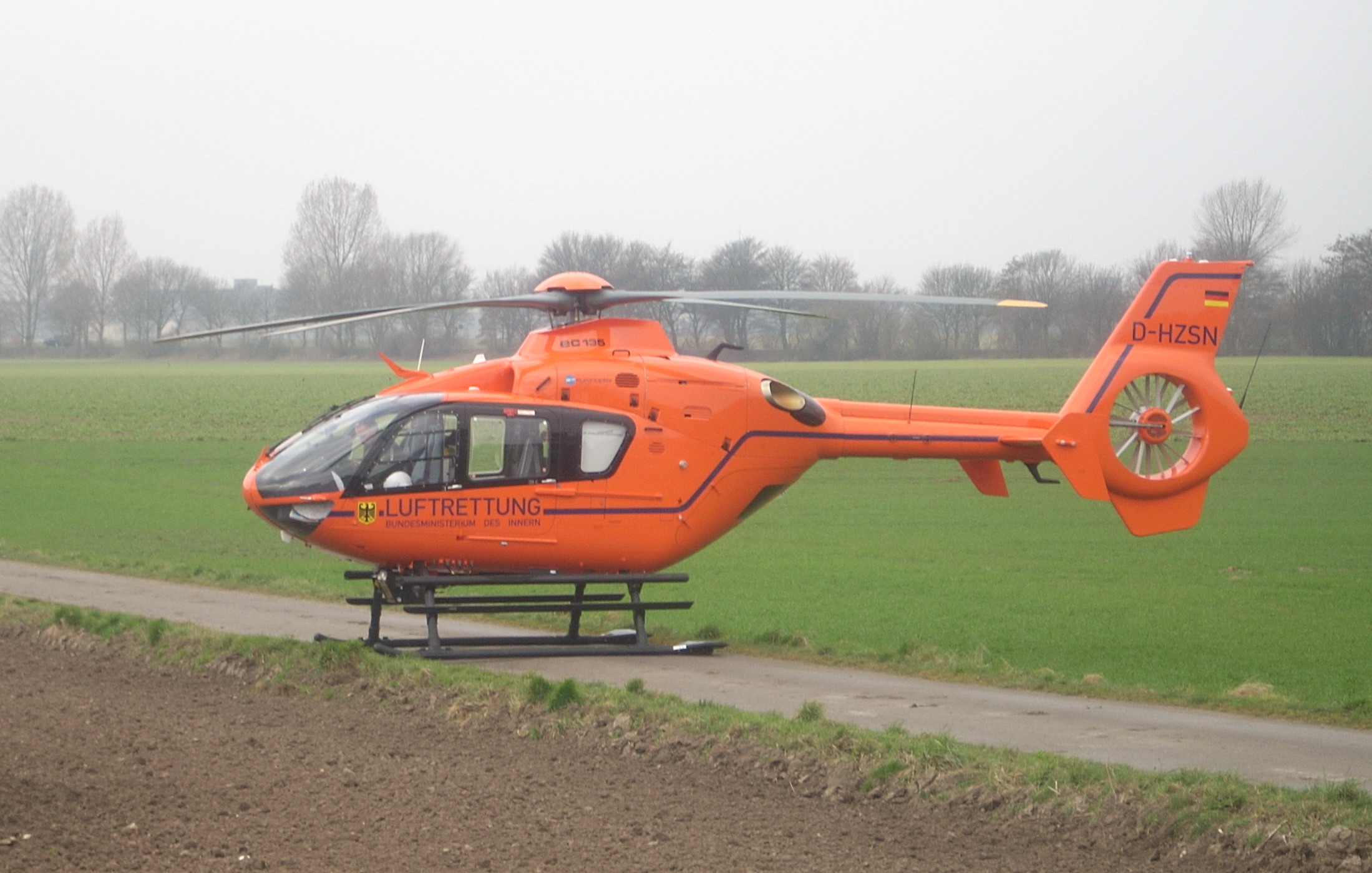
Der Rettungshubschrauber „Christoph 9“

Der Rettungsdienst der Stadt Duisburg wird von der Feuerwehr als Kernträger und den Hilfsorganisationen Arbeiter-Samariter-Bund, Deutsches Rotes Kreuz, dem Malteser Hilfsdienst und der Johanniter-Unfall-Hilfe, sowie von Falck durchgeführt. Hinzu kommen noch einige private Unternehmen, die in den Krankentransport eingebunden sind.
Bis zum April 2004 war die Feuerwehr fast ausschließlich für den Rettungsdienst verantwortlich, lediglich der Malteser Hilfsdienst war in den Krankentransport eingebunden. Nachdem der vorgeschriebene Rettungsdienstbedarfsplan 14 statt bisher 10 Rettungswagen vorsah, wurden Hilfsorganisationen in den Rettungsdienst integriert, da die Stadt aufgrund der finanziellen Lage keine weiteren Mitarbeiter einstellen darf. Gleichzeitig zog sich die Feuerwehr aus Spargründen aus dem Krankentransport zurück. Gleichwohl ist die Stadt Duisburg auch für den kommunalen Krankentransport weiter zuständig und disponiert die jährlich etwa 21.000 Krankentransporte. Insgesamt etwa 10 Krankentransportwagen (KTW) werden vom Malteser-Hilfsdienst, der Johanniter-Unfall-Hilfe, dem Deutschen Roten Kreuz und dem Arbeiter-Samariter-Bund täglich bereitgestellt.
Insgesamt zwölf Rettungswachen sind über das Stadtgebiet verteilt, wo von sich sechs auf dem Gelände einer Feuer- und Rettungswache befinden. Die restlichen Standorte befinden sich an den Kliniken, an eigenen Standorten der jeweiligen Hilfsorganisation und als Besonderheit der Rettungswache 53, am Feuerwehrhaus der Freiwilligen Feuerwehr Löschzug 510.
- Rettungswache 11 Bethesda-Krankenhaus; ein Notarzteinsatzfahrzeug
- Rettungswache 41 Evangelische Krankenanstalt Duisburg-Nord; ein Notarzteinsatzfahrzeug und ein Rettungswagen
- Rettungswache 52 Helios Klinikum Homberg; ein Notarzteinsatzfahrzeug
- Rettungswache 53 Feuerwehrhaus des Löschzugs 51; ein Rettungswagen
- Rettungswache 61 Johanniter-Krankenhaus; ein Notarzteinsatzfahrzeug
- Rettungswache 62 DRK-Rettungswache Rumeln-Kaldenhausen; ein Rettungswagen
- Rettungswache 71 St. Anna Klinik Duisburg-Huckingen; ein Rettungswagen
- Rettungswache 72 Klinikum Duisburg; ein Notarzteinsatzfahrzeug; ein Rettungswagen
- Rettungswache 73 Berufsgenossenschaftliche Unfallklinik; ein Rettungshubschrauber (Christoph 9) und ein Notarzteinsatzfahrzeug
- Rettungswache 74 Berufsgenossenschaftliche Unfallklinik; ein Rettungswagen

Von diesen Rettungswachen werden fünf von Hilfsorganisationen besetzt, die DRK-Rettungswache 62 im Stadtteil Rumeln (1 Rettungswagen) die Rettungswache 71 der Johanniter-Unfall-Hilfe in Duisburg-Huckingen (1 Rettungswagen), die Rettungswache 74 des Rettungsdienstunternehmen Falck in Duisburg-Buchholz (1 Rettungswagen) die Rettungswache 51 der Johanniter-Unfall-Hilfe im Duisburg-Wanheimerort (9 Krankentransportwagen), die DRK-Rettungswache 13 in Duisburg Neuenkamp (4 Krankentransportwagen).
An der Berufsgenossenschaftlichen Unfallklinik in Duisburg-Buchholz ist der Rettungshubschrauber Christoph 9 stationiert. Die Besatzung, bestehend aus einem Piloten der Bundespolizei, einem vom Standortkrankenhaus stammenden Notarzt und einem Notfallsanitäter der Berufsfeuerwehr Duisburg, fliegt ihre Einsätze in einem 50-km-Radius um das Luftrettungszentrum, im Durchschnitt fallen 1200 Einsätze pro Jahr an. Nach 33 Jahren und fast 29.500 Einsätzen ersetzte im Februar 2008 ein EC 135 T2i die alte Maschine vom Typ BO 105.
Neben dem Rettungshubschrauber verfügt die Feuerwehr noch über drei weitere Spezialfahrzeuge, einen Baby-Notarztwagen, einen Infekt-Rettungswagen und einen speziellen Rettungswagen, der sowohl für Intensivtransporte, wie auch für den Transport adipöser Patienten benutzt werden kann.

### Wasser- und Höhenrettung
Zu den Aufgaben der Feuerwehr Duisburg gehört die Wasserrettung. Für den Einsatzfall stehen den Feuerwehrtauchern ein Gerätewagen Wasserrettung und ein Schlauchboot an der Feuer- und Rettungswache 1 zur Verfügung. Des Weiteren liegen im Hafen, an der Feuerwache 8, ein Mehrzweckboot und ein Löschboote. Im Einsatz können die Taucher auf den Rettungshubschrauber Christoph 9 zurückgreifen. Hierbei wird der Rettungshubschrauber mit drei Tauchern besetzt, je ein Taucheinsatzführer, ein Sicherheitstaucher und ein Rettungstaucher. Sie werden nah der Einsatzstelle abgesetzt werden, weil der Absprung aus dem Hubschrauber über der Einsatzstelle zu gefährlich ist. Das liegt daran, dass die Tiefe von zahlreichen Wasserflächen aus dem Rettungshubschrauber nicht abschätzbar ist.
Die Einheit der Duisburger Höhenrettung bestand aus 14 Feuerwehrleuten, ehe die Einheit im Jahr 2006 unter anderem aus Kostengründen aufgelöst werden musste. Werden heute Höhenretter benötigt, greift die Feuerwehr Duisburg auf die Höhenrettungsgruppe der Werkfeuerwehr von Thyssen Krupp Steel zurück, die bis 2006 für die Weiterbildung der städtischen Höhenretter verantwortlich war.

### Katastrophen- und Zivilschutz
Neben der Feuerwehr Duisburg, als unterste Katastrophenschutzbehörde Träger des Katastrophenschutzes in Duisburg, sind der Arbeiter-Samariter-Bund (ASB), das Deutsche Rote Kreuz (DRK), die Johanniter-Unfall-Hilfe (JUH), der Malteser Hilfsdienst (MHD), die Deutsche Lebens-Rettungs-Gesellschaft (DLRG) und das Technische Hilfswerk (THW) in den Katastrophenschutz involviert. Zu den Einsatzeinheiten des Katastrophenschutzes zählen die Einheit Massenanfall von Verletzten (MANV) oder der Fernmeldedienst. Sie kommen im Ernstfall nicht nur im Stadtgebiet, sie werden ebenfalls im Regierungsbezirk Düsseldorf eingesetzt.
Die Feuerwehr ist in Duisburg für des Weiteren für den Zivilschutz verantwortlich. Dazu zählen das Erstellen von Katastrophen-, Sonderschutz- und Evakuierungsplänen. Des Weiteren werden Präventionsmaßnahmen für einen atomaren Unfall oder für den Verteidigungsfall ausarbeitet, bei denen es sich um spezielle Einsatzpläne, sowie Anweisungen zum Schutz, zur Evakuierung und zur Versorgung der Einwohner handelt. So befindet sich in der Innenstadt, an der U-Bahn-Station König-Heinrich-Platz, ein Zivilbunker für 4.500 Personen, der vor atomaren, biologischen und chemischen Gefahren Schutz bietet. Außerdem hat die Stadt Duisburg ein neues Sirenenwarnsystem (Mitte der 1990er Jahre ließ der Bund die alten Sirenen abbauen) installiert, um die Bevölkerung über akustische Signale zu warnen.
Dem Krisenstab der Stadt Duisburg, dem bis zu 40 Personen angehören, gehören aus Mitglieder der Stadtverwaltung, der Feuerwehr und der Hilfsorganisationen an. Im Notfall berät der Stab das Vorgehen bei Katastrophen, wie Großschadensfällen in der Industrie, Unwettern oder bei Rheinhochwassern. Seit dem Jahr 2006 wird der Krisenstab über ein neues Alarmierungs-, Benachrichtigungs- und Informationssystem alarmiert, das bis zu 30 Mitarbeiter gleichzeitig anrufen kann. Seit 2016 hat die Stadt Duisburg einen Zugang zu der Warn-App „NINA“, mit der die Stadt die Bevölkerung über Gefahren warnen kann. Des Weiteren besetzt die Feuerwehr im Schadensfall das Informationstelefon des Stabes.
Um im Großschadensfall, zusätzliche Kräfte anfordern zu können, arbeitet seit Januar 2007 der Krisenstab mit dem Bundeswehr-Kreisverbindungskommando Duisburg zusammen. Im Gefahrenfall arbeiten zwölf ehrenamtlichen Reservisten im Drei-Schichten-Dienst und können Unterstützung der Streitkräfte anfordern, welche die Feuerwehr und die anderen Organisationen unterstützen. Im Katastrophenfall würde die Panzerbrigade 21 aus Augustdorf bei Detmold angefordert. Das Duisburger war das erste Kreisverbindungskommando, welches seine Arbeit aufnehmen konnte.

## Technik und Fahrzeuge
Insgesamt verfügt die Feuerwehr Duisburg über 220 Fahrzeuge, Anhänger und Abrollcontainer. Bei der Berufsfeuerwehr haben genormte Fahrzeuge derzeit Seltenheitswert. Durch die finanzielle Lage der Stadt Duisburg war die Feuerwehr schon ab den 1960er Jahren gezwungen nach Einsparmöglichkeiten zu suchen. Mit der Entwicklung des Hilfeleistungslöschfahrzeugs wurde versucht, ein kombiniertes Fahrzeug aus Löschgruppenfahrzeug, Tanklöschfahrzeug und Rüstwagen zu schaffen, um zwei Fahrgestelle und möglichst viele Funktionen am Fahrzeug einzusparen. 1969 konnten die ersten Fahrzeuge dieser Art in Dienst gestellt werden, heute nutzt die Berufsfeuerwehr Duisburg mittlerweile die 5. Generation. Ebenso sollten mit Hilfe des Wechsellader-Systems möglichst viele Fahrgestelle und Reparaturkosten eingespart werden. Damals betrat die Feuerwehr Duisburg mit wenigen anderen Feuerwehren Neuland und sorgte unter anderem mit ihren Erfahrungen dafür, dass die beiden Fahrzeugtypen später in die Normung aufgenommen wurden.
Die meisten Fahrzeuge sind der Berufsfeuerwehr zugeordnet, hierbei handelt es sich hauptsächlich um Rettungsdienst- und Spezialfahrzeuge. Hinzu kommen die im Löschzug eingesetzten Fahrzeuge. Der Löschzug ist die feuerwehrtechnische Einheit, die an jeder Feuer- und Rettungswachen stationiert ist. Der Löschzug, welchem insgesamt 12 Feuerwehrleute angehören, besteht aus
- Hilfeleistungslöschfahrzeug 20 (HLF 20); Besatzung: sechs Kräfte,
- Tanklöschfahrzeug 20/24 (TLF 20/24); Besatzung: zwei Kräfte,
- Drehleiter mit Korb 23-12 (DLK 23-12); Besatzung: zwei Kräfte,
- Rettungswagen (RTW); Besatzung: zwei Kräfte

Neben der Unterstützung der Löscheinheit, werden Tanklöschfahrzeuge bei Kleineinsätzen und zur Absicherung von Einsatzstellen eingesetzt, vor allem auf Autobahnen und Schnellstraßen.

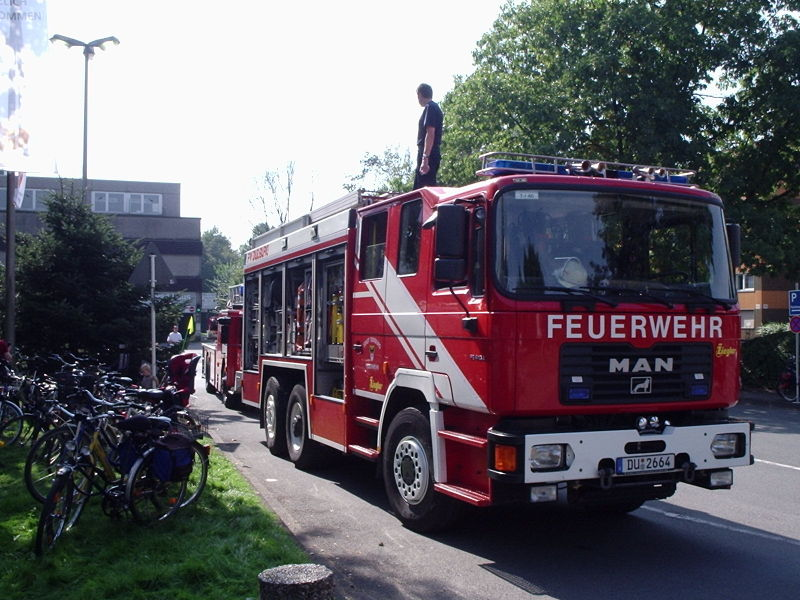
HLF 28/40
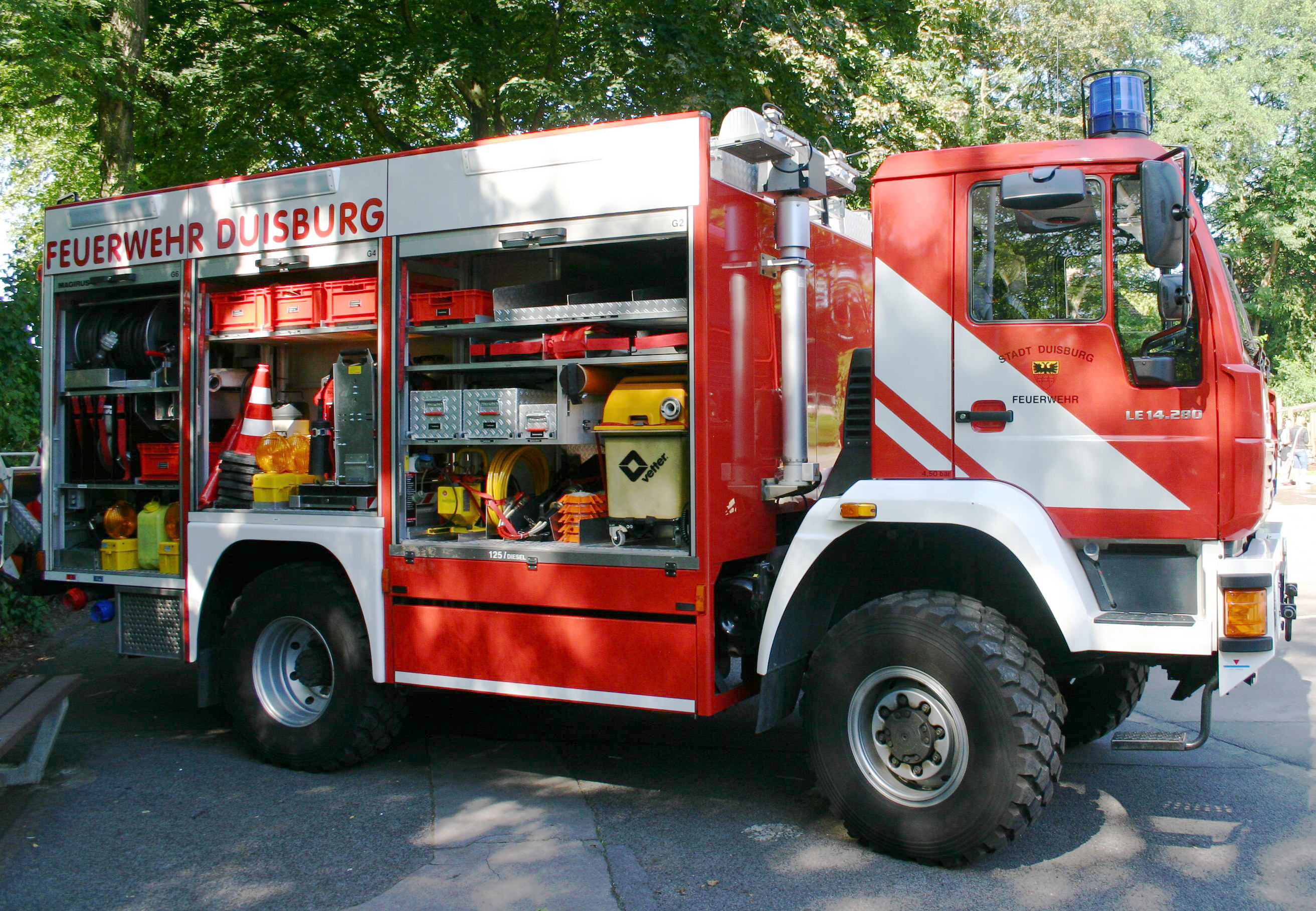
TLF 20/24
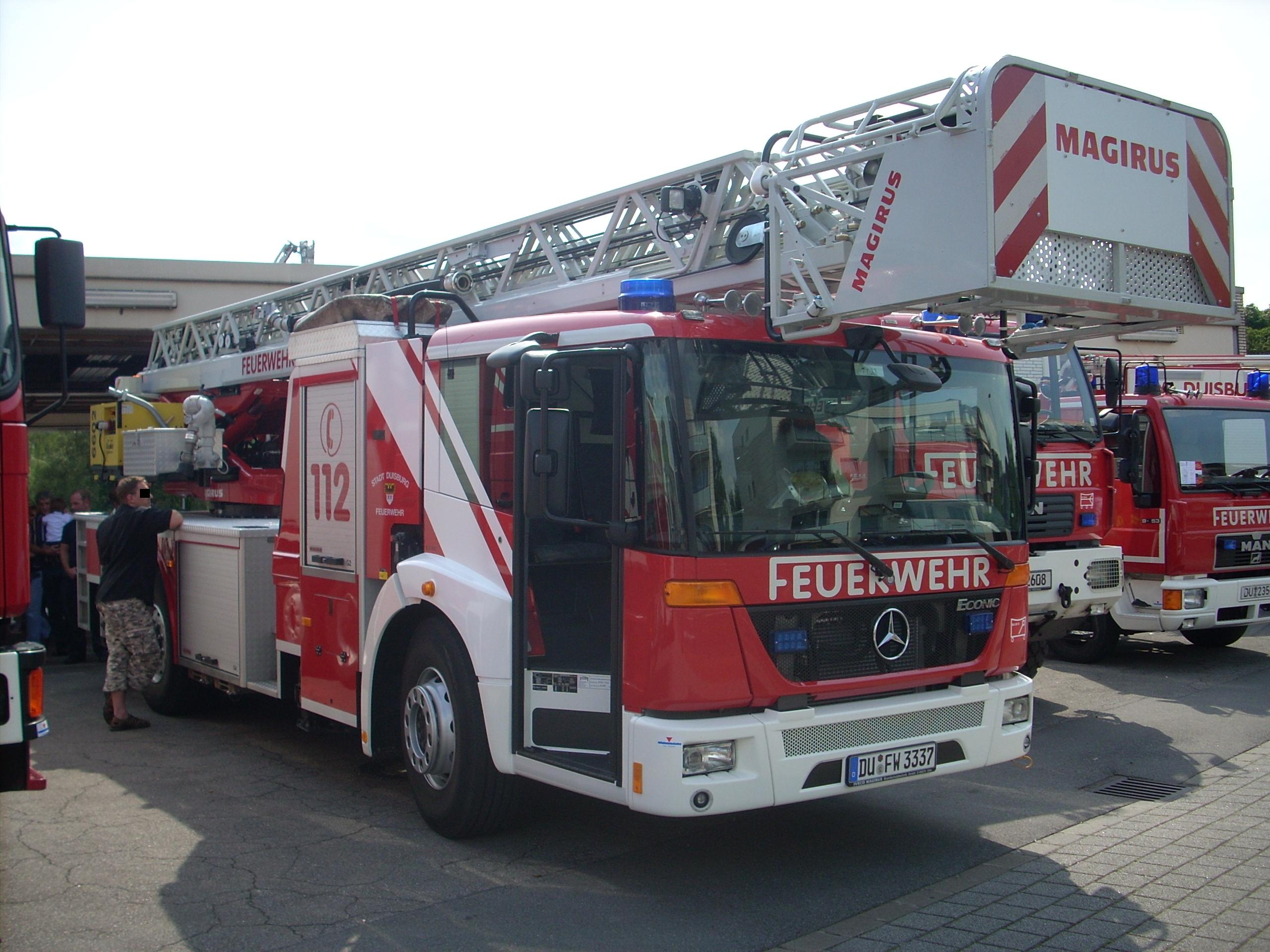
DLK 23-12
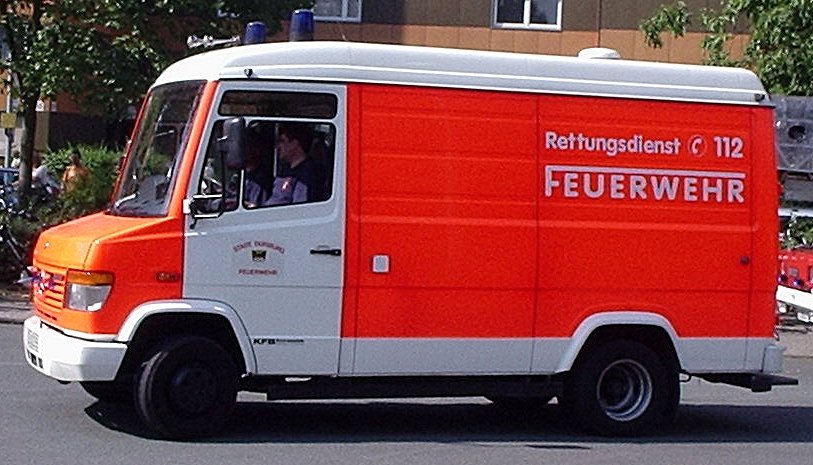
RTW

Die Galerie zeigt den Löschzug der Feuer- und Rettungswache 7 im August 2008.
Die Feuerwehr Duisburg besitzt verschiedene Einsatzleitwagen. Die Beamten vom Einsatzdienst rücken mit einem Einsatzleitwagen 1 aus, die Mitarbeiter des diensthabenden Direktionsdienstes benutzen Kommandowagen. Des Weiteren stehen der Feuerwehr Duisburg noch ein Einsatzleitwagen 2 und ein Abrollcontainer-Einsatzleitung und Kommunikation zur Verfügung, die im Einsatzfall von Mitgliedern der Freiwilligen Feuerwehr besetzt werden.
In Duisburg wird der Nachschub technischer Geräte und der Spezialausrüstung hauptsächlich mit Hilfe des Wechselladersystems durchgeführt. Die Feuerwehr Duisburg gehörte zu den ersten deutschen Feuerwehren, die sich Anfang der 1970er Jahre mit der Entwicklung des Absetzsystems und später mit der des Wechselladersystems befasste. Das System wird heute in Duisburg in zwei Kategorien geführt, dem 9-t- und dem 22-t-System. Im Jahr 2007 verfügte die Feuerwehr über 13 Trägerfahrzeuge und 46 Abrollcontainer.
Ein weiterer Teil der Spezialausrüstung ist auf Gerätewagen untergebracht, wie dem Gerätewagen Atemschutz, dem Gerätewagen Messtechnik, dem Gerätewagen Kommunikation oder dem Gerätewagen Wasserrettung.
Ein weiteres Sonderfahrzeug ist der Feuerwehrkran, der über eine Nutzlast von 40 Tonnen verfügt und hauptsächlich zur technischen Hilfeleistung eingesetzt wird. Im Alarmfall rückt zusätzlich zum Kran ein Wechselladerfahrzeug mit einem Abrollcontainer-Kran aus, in dem sich zusätzliche Ausrüstung für einen Kraneinsatz befindet.
Beim Test einer neu angeschafften Drohne, stürzte diese im November 2019 auf das Dach der Königsgalerie Duisburg und wurde dabei schwer beschädigt.

### Feuerlöschboot

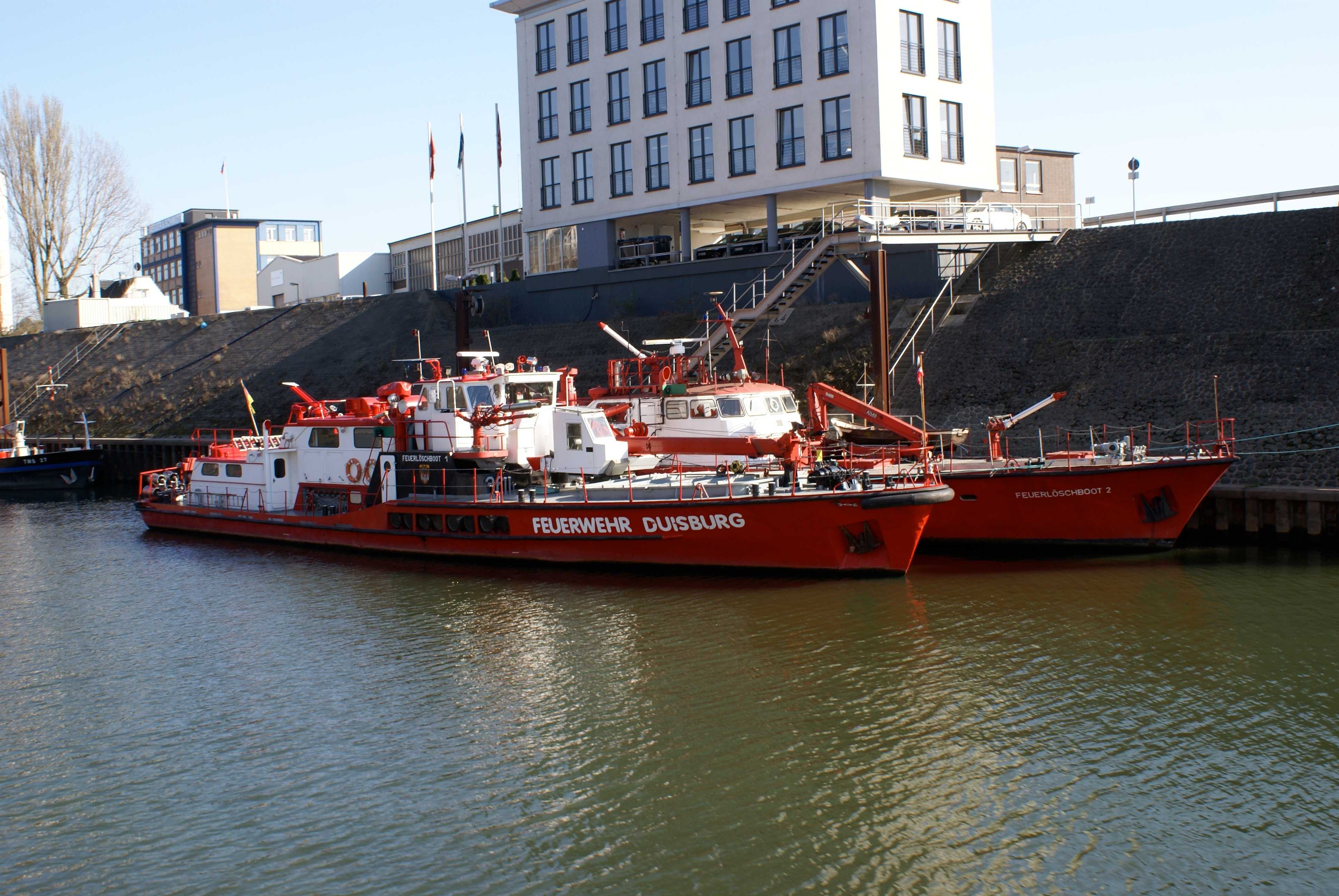
Beide Feuerlöschboote an ihrem Anleger

Um den Brandschutz im Duisburger Binnenhafen und den schiffbaren Wasserstraßen Duisburgs sicher zustellten, unterhält die Berufsfeuerwehr Duisburg an der Hafenwache in Ruhrort zwei Feuerlöschboote. Das stadteigene Löschboot, die Feuerlöschboot Duisburg 1, wurde 1973 von der Schiffswerft Mainz-Mombach gebaut. Mit einer Länge von 31,25 Metern, einer Breite von 7,50 Metern und einer Verdrängung von 150 Tonnen zählt es zu den größten Löschbooten in Deutschland. Zur Ausstattung gehören drei Wasserwerfer, zwei Schnellangriffe, drei Kreiselpumpen mit einer Leistung von je 6.000 Liter pro Minute, 10 Tauchpumpen mit einer Leistung von 800 l – 6000 l/min und 20.000 Liter Schaummittel. Im Heck befindet sich ein 55 Kilometer pro Stunde schnelles Beiboot, das dem Notarzttransport zu Wasser oder der Personenrettung dient. Als Besonderheit lässt sich das Fahrerhaus auf eine Höhe von 8,50 Meter ausfahren, um bei Bränden eine bessere Sicht zu haben oder um mit den Monitoren, die am Steuerhaus mitfahren, eine bessere Wurfweite zu haben. Das ältere Boot, das 1963 gebaute Feuerlöschboot Duisburg 2, gehört dem Land Nordrhein-Westfalen, es wurde allerdings bereits verschrottet. Eingesetzt werden die Boote bei Schiffsbränden, Havarien, Leckagen, Umweltschutzeinsätzen und wenn Personen in selbstmörderischer Absicht von einer Rheinbrücke springen. Zum Einsatz kommt das Boot nicht nur in Duisburg; im Rahmen der überörtlichen Hilfe unterstützt die Feuerwehr Duisburg die Feuerwehren Krefeld, Wesel und Düsseldorf.

### Leitstelle
Die Leitstelle der Feuerwehr Duisburg, genannt Florian Duisburg, ist das zentrale Koordinierungsmittel, in dem alle Aufgabenbereiche in Bezug auf Krankentransporte, Rettungsdienst- und Notarzteinsätze, sowie Brandschutz, technische Hilfeleistungen, Katastrophen- und Großschadenabwehr zusammenlaufen. Im Verwaltungsgebäude auf dem Gelände der Feuer- und Rettungswache 1 befindet sich die Leitstelle, wo insgesamt sechzehn Notrufleitungen 112, acht Mal die Nummer 19 222 für den Krankentransport und einmal die Nummer für den Rettungshubschrauber auflaufen, wobei letztere hauptsächlich von anderen Leitstellen in Anspruch genommen wird. Ein weiterer Aufgabenbereich von der Leitstelle ist die Telefonvermittlung für das gesamte Feuerwehr- und Zivilschutzamt.
Der Einsatzleitrechner, in dem sämtliche Alarmstichworte gespeichert sind, schlägt nach der Eingabe des Disponenten die jeweiligen Einsatzmittel vor, die ausrücken sollen. Außerdem werden die Hilfsorganisationen von der Leitstelle alarmiert. Zusätzlich kommen noch mehrere 1000 Falschalarme zu den Einsätzen, wo kein Ausrücken notwendig wäre, meist handelt es sich hierbei um böswillige Scherze. Um den vielen Anrufen Herr zu werden, arbeiten rund um die Uhr insgesamt sechs Disponenten in der Leitstelle, am Tag kommt als Verstärkung noch ein weiterer hinzu.

### A-2-System
Beim A2-System handelte es sich um ein integriertes Alarmierungs- und Ortungssystem. Es befindet sich mittlerweile nicht mehr im Dienst, nachdem der Funkdatendienst Modacom eingestellt und aus preislichen Gründen auf die Anschaffung vergleichbarer Geräte verzichtet wurde. Es war in allen Rettungsdienst- und Einsatzleitwagen installiert. Bei einem Einsatz konnte die Leitstelle ohne Nutzung des Funkverkehrs die jeweiligen Fahrzeuge mit den wichtigsten Daten versorgen. Im Fahrzeug erschienen auf einem Monitor Informationen wie Einsatzart, Adresse und Patientenname. Von Vorteil war das System gerade beim Krankentransport, da hier der Funkkanal lange in Anspruch genommen werden muss. Mit dem A-2-System konnten zusätzlich die Positionen der Fahrzeuge herausgefunden werden. Mit Hilfe des Global Positioning System (GPS) konnten die Standorte der Fahrzeuge mit einer Genauigkeit von ca. 50 Meter im Stadtplan angezeigt werden und so das nächstgelegene Fahrzeug zur Einsatzstelle gerufen werden, wodurch ein schnelles Eintreffen am Einsatzort gewährleistet werden konnte. Die Feuerwehr versucht ein neues kostengünstiges System aufzubauen.

## Einsätze

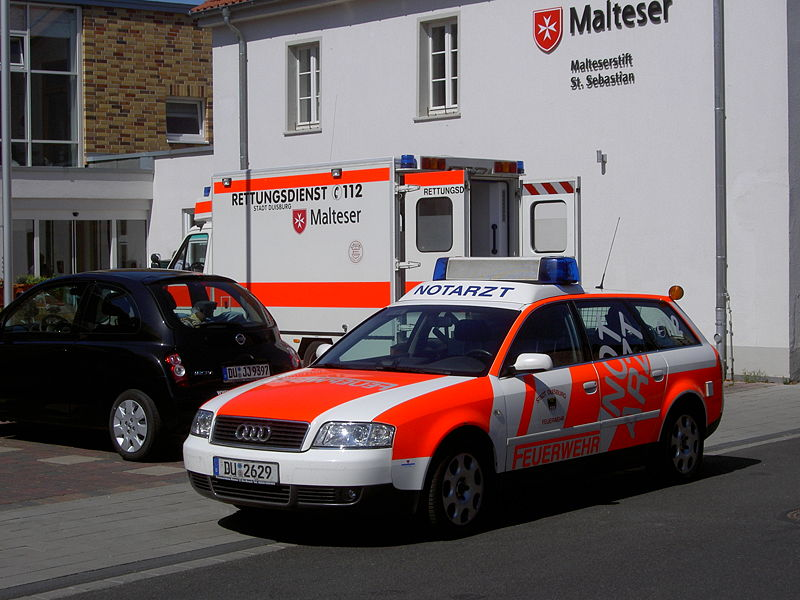
Die meisten Einsätze fallen in die Kategorie Rettungsdienst

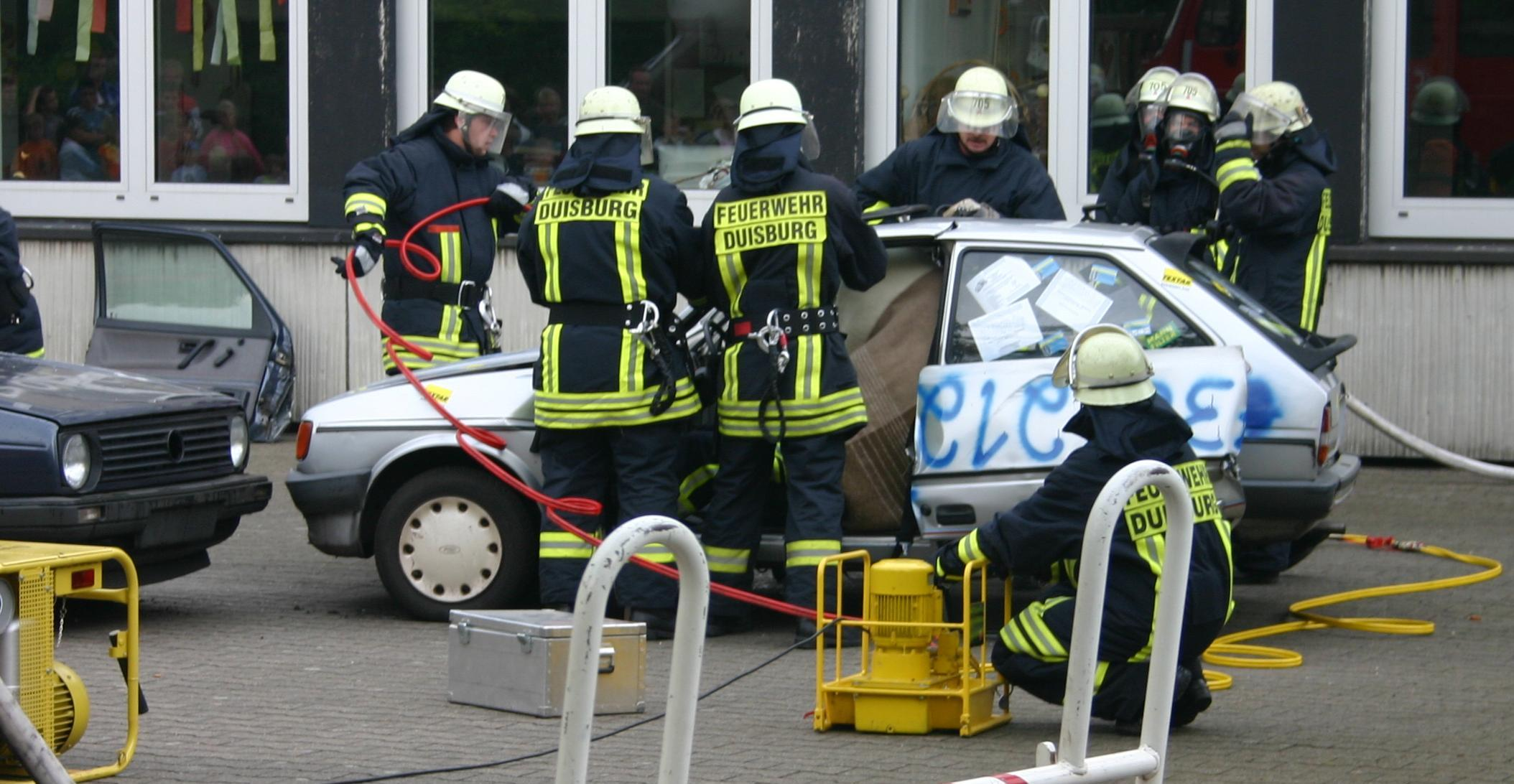
Rettungsübung nach einem Verkehrsunfall

### Einsatzverteilung
Jährlich wird die Feuerwehr Duisburg inzwischen zu rund 100.000 Einsätzen alarmiert, wobei die Zahl der Einsätze in den vergangenen Jahren kontinuierlich gestiegen ist. Im Jahr 2004 lag die Zahl der Einsätze noch bei ca. 55.000. Im Jahr 2023 machen mit 88.991 Alarmierungen Rettungsdiensteinsätze den Großteil der Einsätze aus. Hiervon entfielen 63.790 Einsätze auf die Notfallrettung und 25.201 in den Bereich Krankentransport. Weitere 10.343 Einsätze machten Brände und technische Hilfeleistungen aus.

### Großeinsätze
- 1903: Großfeuer in einem Kolonialwarenladen mit zwei Toten; Brand führte zur Gründung der Berufsfeuerwehr
- 1944, 14./15. Oktober: Schwerer Bombenangriff auf Duisburg, zu diesem Zeitpunkt schwerster Luftangriff auf Deutschland
- 1979, 4. Januar und 1. Oktober: Tanklagerbrand ÖTAG in Neuenkamp;
- 1996, 11. April: Brand auf dem Flughafen Düsseldorf mit 17 Toten
- 1999, 13. Januar: Flugzeugabsturz in Geilenkirchen, vier Menschen sterben
- 2001, 21. November: Schiffsbrand in Krefeld-Uerdingen
- 2004, 18. Juli: Ein Tornado der Stärke F2 bis F3 richtet vor allem in Duisburg Schäden in dreistelliger Millionenhöhe an und verletzt sieben Menschen. Weitere betroffene Städte sind Tönisvorst, Krefeld, Oberhausen und Essen.
- 2006, 14. März: Baumarktbrand in Oberhausen; Feuerwehren aus vier Städten bekämpfen den Brand
- 2010, 24. Juli: Unglück bei der Loveparade 2010 auf dem Gelände des ehemaligen Güterbahnhofes Duisburg Gbf mit 21 Toten und mindestens 652 Verletzten
- 2012, 25. September: viertägiger Einsatz nach Brand eines Düngemittellagers im Krefelder Hafen
- 2023, 10. August: Großbrand auf der Schrottinsel im Duisburg-Ruhrorter Hafen.
- 2024, 10. September: Großbrand Grillo Chemicals GmbH in Duisburg-Hamborn

## Weitere Feuerwehren
In Duisburg verfügen mit den Stahlwerken von ThyssenKrupp Steel Europe in Duisburg-Beeckerwerth und den Hüttenwerke Krupp Mannesmann in Duisburg-Hüttenheim, sowie den Chemiewerken Rütgers in Duisburg-Meiderich und VENATOR (vormals Huntsman Pigments and Additives) im Stadtteil Homberg vier Industriebetriebe über eigene Werkfeuerwehren. Aufsehen erregte die Werkfeuerwehr VENATOR mit zwei kleinen Löschfahrzeugen, die auf einem Smart beziehungsweise auf einem BMW C1 aufgebaut waren. Mit diesen Fahrzeugen schaffte es die Feuerwehr zweimal mit der Auszeichnung als kleinstes Löschfahrzeug in das Guinness-Buch.